# Azerbaïdjan
Pour les articles homonymes, voir Azerbaïdjan (homonymie).
République d'Azerbaïdjan
(az) Azərbaycan Respublikası 
- République d'Azerbaïdjan

L’Azerbaïdjan (en azéri : Azərbaycan /ɑzærbɑjˈd͡ʒɑn/), en forme longue la république d'Azerbaïdjan (en azéri : Azərbaycan Respublikası /ɑzærbɑjˈd͡ʒɑn respublicɑˈsɯ/), est un pays du Caucase situé sur la ligne de division entre l'Europe et l'Asie (selon certaines conventions). Sa capitale est Bakou, sa langue officielle est l'azéri et sa monnaie le manat. 
L'Azerbaïdjan en tant que nation est apparu récemment : devenu indépendant de l'Empire russe en 1918 pour réintégrer l'Union des républiques socialistes soviétiques (URSS) en 1920. Il regagne son indépendance au moment de la dislocation de l'URSS en 1991. Le pays perd le contrôle de la région séparatiste pro-arménienne du Haut-Karabagh qu'il reconquiert entre 2020 et 2023 au cours des guerres du Haut-Karabagh. Le pays est caractérisé aujourd’hui par un régime autoritaire avec un fort pouvoir présidentiel, dominé depuis plusieurs décennies par la famille Aliyev.
Cette ancienne république soviétique a des frontières terrestres avec la Russie au nord, l'Iran au sud, la Turquie à l'ouest-sud-ouest, l'Arménie à l'ouest et la Géorgie au nord-ouest. Bien que le pays n'ait pas accès à une mer ouverte (c'est-à-dire donnant sur l'océan mondial), il possède un littoral de 713 kilomètres sur la mer Caspienne (mer fermée), à l'est. L'exclave azerbaïdjanaise du Nakhitchevan dans le sud-ouest du pays est située au sud de l'Arménie et au nord de l'Iran et communique avec la Turquie à l'ouest.
L’Azerbaïdjan est membre de plus de quarante organisations internationales, dont l'ONU, l'Organisation des États turciques, la Communauté des États indépendants, l'Organisation de la coopération islamique et le Conseil de l'Europe. C'est un État laïc. 

## Origine du nom
Le nom d'« Azerbaïdjan » vient du moyen perse Āturpātakān. Azer ou Azar signifiant « feu sacré » en persan, Azarbaïdjan est donc littéralement le Territoire des Zoroastriens. Effectivement, c'est dans cette région – sassanido-iranienne de l'Antiquité jusqu'à la guerre russo-persane de 1804-1813 ainsi que la guerre russo-persane de 1826-1828 – que se trouvait l'un des trois grands Temples mazdéens, l'Adur Gushnasp ou « Feu des rois et des généraux », de l'époque pré-islamique désormais en Azerbaïdjan iranien.
Le nom d'Azerbaïdjan a été adopté pour la première fois en 1918 par le gouvernement du parti Müsavat arrivé au pouvoir après l’effondrement de l’Empire russe, lorsque la République démocratique d'Azerbaïdjan a été établie. Jusque-là, la désignation avait été utilisée exclusivement pour identifier la région adjacente du nord-ouest de l'Iran contemporain,,,, tandis que la région de la République démocratique d'Azerbaïdjan était auparavant appelée Arran et Chirvan. Pour cette raison, l'Iran a protesté contre le nom de ce pays nouvellement adopté (voir l'article « Débat autour du nom de l'Azerbaïdjan »).

## Histoire

### Préhistoire et Antiquité
Les premières implantations humaines dans la région remontent à l'âge de la pierre, il y a plus de 1,5 million d'années. La plupart des sites préhistoriques sont situés dans les régions du Karabagh (grottes d'Azykh, de Taghlar et de Zar), de Gazakh (grottes de Dashsalahli et de Damdjili, sites préhistoriques de Shishguzey et de Kekilli où ont été découverts des outils de travail et autres), du Nakhitchevan et en région talyshe.

### Moyen Âge
Du VIIe au Xe siècle, la région connaît un essor politique, sous les Sajides, les Chirvanchahs, les Salarides, les Ravvadides et les Cheddadides.
Au XIIe siècle, après l'effondrement de l'Empire seldjoukide, les Atabegs d'Azerbaïdjan règnent depuis leur capitale de Nakhitchevan, puis d'Ardabil, et enfin de Tabriz, sur l'Azerbaïdjan iranien actuel et sur l'Arran (l'Azerbaïdjan moderne). Leur territoire est ensuite conquis par le Khwarezmchahs Jalal ad-Din au XIIIe siècle, dont l'État succombe ensuite aux Mongols. Au XIIIe siècle, l'Empire mongol des Khulaguides est fondé, avec sa capitale à Tabriz.
Après la mort de Timur, deux États turcs indépendants et rivaux ont émergé dans la région : Qara Qoyunlu et Aq Qoyunlu. Aq Qoyunlu et Qara Qoyunlu se composaient principalement de tribus turques de langue azérie et avaient une structure confédérée à deux États,,. Certains historiens sont d'avis qu'ils sont des Azerbaïdjanais modernes, Les Shirvanshahs, en revanche, sont redevenus indépendants dans ce processus et ont renforcé leurs gouvernements locaux.

### Époque moderne

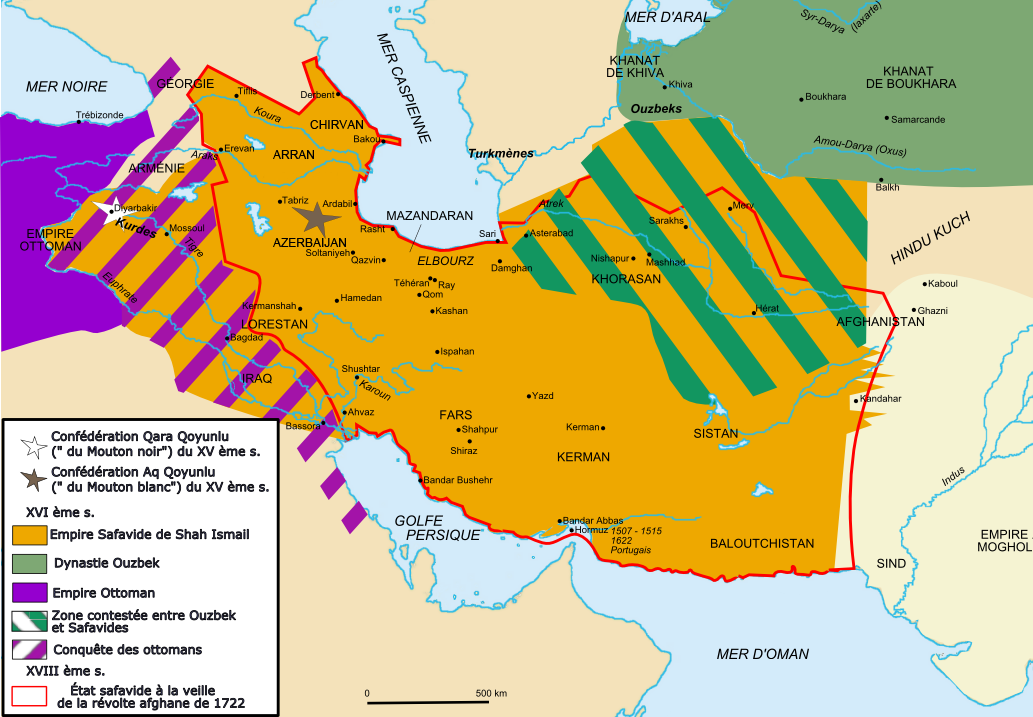
Carte représentant l'État safavide entre 1512 et 1722.

En 1501, l'État des Safavides a été créé en Azerbaïdjan et en Iran. La lignée de la dynastie était basée sur la ville d'Ardabil dans le sud de l'Azerbaïdjan.  La langue principale des Safavides était l'azéri, mais ils parlaient aussi le persan. 
La langue principale des dirigeants safavides était l'azéri, il était parlé dans le palais safavide jusqu'à l'effondrement de l'État,,. Les seigneurs féodaux de l'État se composaient des tribus Qizilbash de langue azerbaïdjanaise et avaient le dessus dans l'administration de l'État. De même, ils constituaient l'armée de l'État des Safavides,,.
À la fin du XVe et au début du XVIe siècle, Shah Ismaïl Ier Séfévi s'empare de la Perse et conquiert la Transcaucasie. Allié à l’Angleterre et au Portugal contre les Ottomans, il est néanmoins défait lors de la bataille de Tchaldiran en 1514.
À la fin du XVIe siècle, l’empire séfévide s’affaiblit à la suite des guerres permanentes avec les Ottomans, qui conquièrent le territoire de l’Azerbaïdjan moderne. Leur domination dure vingt ans, jusqu'à ce que l’héritier et petit-fils d'Ismail Ier, Shah Abbas Ier, les rejette : il forme rapidement une armée régulière, vainc les Turcs et restaure presque entièrement l'ancien empire séfévide au début du XVIIe siècle.
Au début du XVIIIe siècle, l’empire séfévide s’affaiblit de nouveau et il est une nouvelle fois envahi par les Turcs, qui y resteront six ans : Nadir Shah, fondateur de la dynastie des Afcharides, expulse les Turcs ottomans mais, après la mort de Nadir Shah, l'empire s’effondre de nouveau.
Sous le règne de Nadir-shah, de nombreuses entités — principalement des khanats (qualifiés d'« Azerbaijani » par Tadeusz Swietochowski et Firouzeh Mostashari), avec à leur tête des dynastes turcs — se forment sur le territoire de l’Azerbaïdjan, de l’Arménie et de l’Azerbaïdjan iranien modernes, qui aspirent à l’indépendance,. Ils le sont vraisemblablement sous la dynastie Zand mais sont repris en main au début du XIXe siècle sous les Kadjars. Les khanats réussissent toutefois à maintenir leur indépendance[réf. nécessaire]. Deux d'entre eux, les khanats de Kouba et du Karabagh, prennent sous leur contrôle la plupart des autres khanats.
Liste des khanats
- Khanat d’Ardébil
- Khanat de Bakou
- Sultanat de Bortchaly
- Khanat de Gandja
- Khanat de Derbent
- Khanat de Djavad
- Djamaat de Djaro-Belokan
- Sultanat d’Ilisou
- Sultanat de Gazakh
- Khanat du Karabagh
- Khanat de Karadagh
- Khanat de Kouba
- Sultanat de Goutgashen
- Khanat de Maku
- Khanat de Maraga
- Khanat de Nakhitchevan
- Khanat de Sarab
- Khanat de Talysh
- Khanat de Tabriz
- Khanat d’Urmiya
- Khanat de Khoï
- Khanat de Chaki
- Khanat d'Erevan
- Khanat de Chirvan

### Époque contemporaine

#### Empire russe
En 1796, en prenant les khanats de Bakou et Talish, les troupes russes envahissent le Caucase de l’Est. Mais elles sont rapidement chassées.
En 1806, Bakou est de nouveau conquise par les Russes au cours de la nouvelle guerre russo-perse,. Le traité de Golestan en 1813 donne à la Russie les provinces perses situées au nord de l’Araxe. Bakou devient la capitale d’un gouvernement russe aux termes du traité de Turkmantchaï de 1828 et du traité de paix conclu à Edirne.
À la fin du XIXe siècle, la Russie découvre les richesses en pétrole du pays. Bakou devient le premier producteur mondial de pétrole. Un mouvement azéri relativement structuré émerge au même moment.

#### République démocratique d'Azerbaïdjan
Le 28 mai 1918, la République démocratique d'Azerbaïdjan est proclamée à Tbilissi en Géorgie. Elle constitue une des premières tentatives réussies d'établir un régime laïque et démocratique dans le monde musulman après l'Albanie en 1912 et 5 ans avant la république de Turquie. Le 16 juin 1918, la capitale est transférée de Bakou à Gandja à la suite de la prise de la première par les forces pro-russes.
Dans la lignée de la proclamation de la république se met en place l'intégration juridique de certains principes institutionnels occidentaux à l'instar de la création du Parlement national, la garantie de certains droits et libertés individuels, le droit de vote des femmes, etc.
Le 28 avril 1920, la 11e armée rouge envahit Bakou et instaure la République socialiste soviétique d'Azerbaïdjan avec Bakou comme capitale.

#### Union soviétique

Armoiries de la république socialiste soviétique d'Azerbaïdjan.

Fondée le 28 avril 1920, en lieu et place de la république démocratique d'Azerbaïdjan et intégrée en 1922 à l'Union soviétique, elle fut regroupée avec les républiques socialistes soviétiques (RSS) de Géorgie et d'Arménie au sein de la république socialiste fédérative soviétique de Transcaucasie du 12 mars 1922 au 5 décembre 1936. La Constitution de la RSS d'Azerbaïdjan a été approuvée le 14 mars 1937.
Mais le "Scandale du caviar" éclate et secoue l'URSS. À l'évidence, les dirigeants azéri exploitent à leur fins personnelles la commercialisation du caviar, ce qui leur permet d'entretenir un immense réseau de corruption. En août 1969, Iouri Andropov limoge l'intégralité des dirigeants au pouvoir à Bakou et place à la tête du secrétariat du parti communiste de la république, Heydar Aliyev, ancien responsable local du K.G.B. et protégé de Leonid Brejnev. Heydar Aliyev deviendra leader historique pendant l'ère soviétique.
Le retrait de l'Armée rouge d'Afghanistan et la Chute du mur de Berlin génèrent un mouvement de révolte nationaliste contre l'URSS. Ses partisans déclenchent des pogroms contre les arméniens. Dans la nuit du 19 au 20 janvier 1990, l'armée rouge intervient pour reprendre le contrôle de l'Azerbaïdjan, mais officiellement à titre de « prévention de violences ethniques ». Une répression sanglante s'ensuit : c'est le Janvier Noir.
Le 19 novembre 1990, la RSS d'Azerbaïdjan est rebaptisée République d'Azerbaïdjan, peu avant d'accéder à l'indépendance en 1991.

#### Indépendance
L'Azerbaïdjan proclame son indépendance après l'effondrement du bloc communiste, le 30 août 1991.
Dès la sortie de l'URSS, une guerre oppose l'Azerbaïdjan et les Arméniens du Haut-Karabagh, soutenus par l'Arménie, à l'issue de laquelle le Haut-Karabagh maintient son indépendance de facto. Les pertes militaires sont estimées à 25 856 morts au total sans compter les civils. Mais il n'y a toujours pas eu de signature de paix et des altercations continuent de se produire sur la ligne de front, malgré l'absence d'offensive directe.
Aboulfaz Eltchibeï, le chef du Front populaire d'Azerbaïdjan (FPA), est élu président au suffrage universel avec 55 % des voix en juin 1992. À la suite d'une courte guerre civile, il est destitué en juin 1993 et remplacé provisoirement par l’ancien dirigeant soviétique Heydar Aliyev, chef du Parti communiste. La destitution d’Eltchibeï est « acceptée » par référendum en octobre 1993 et Aliyev est élu président avec 98,8 % des suffrages.
En septembre 2020, le pays se lance dans la guerre de 2020 au Haut-Karabagh, conflit dont l'objectif avoué est de reprendre le territoire perdu pendant la guerre du Haut-Karabagh, objectif réussi lors de la guerre en 2023.

## Géographie

Carte topographique de l'Azerbaïdjan.

### Géographie physique

#### Géomorphologie
La moitié du pays se compose de plaines et près de la moitié du pays est considérée comme montagneuse. L'altitude maximale est de 4 466 m (mont Bazardüzü) et l'altitude minimale de −28 m (côte de la mer Caspienne),. L'exclave du Nakhitchevan est située sur le Haut-plateau arménien, entre l'Araxe et le Zanguezour.

#### Montagnes

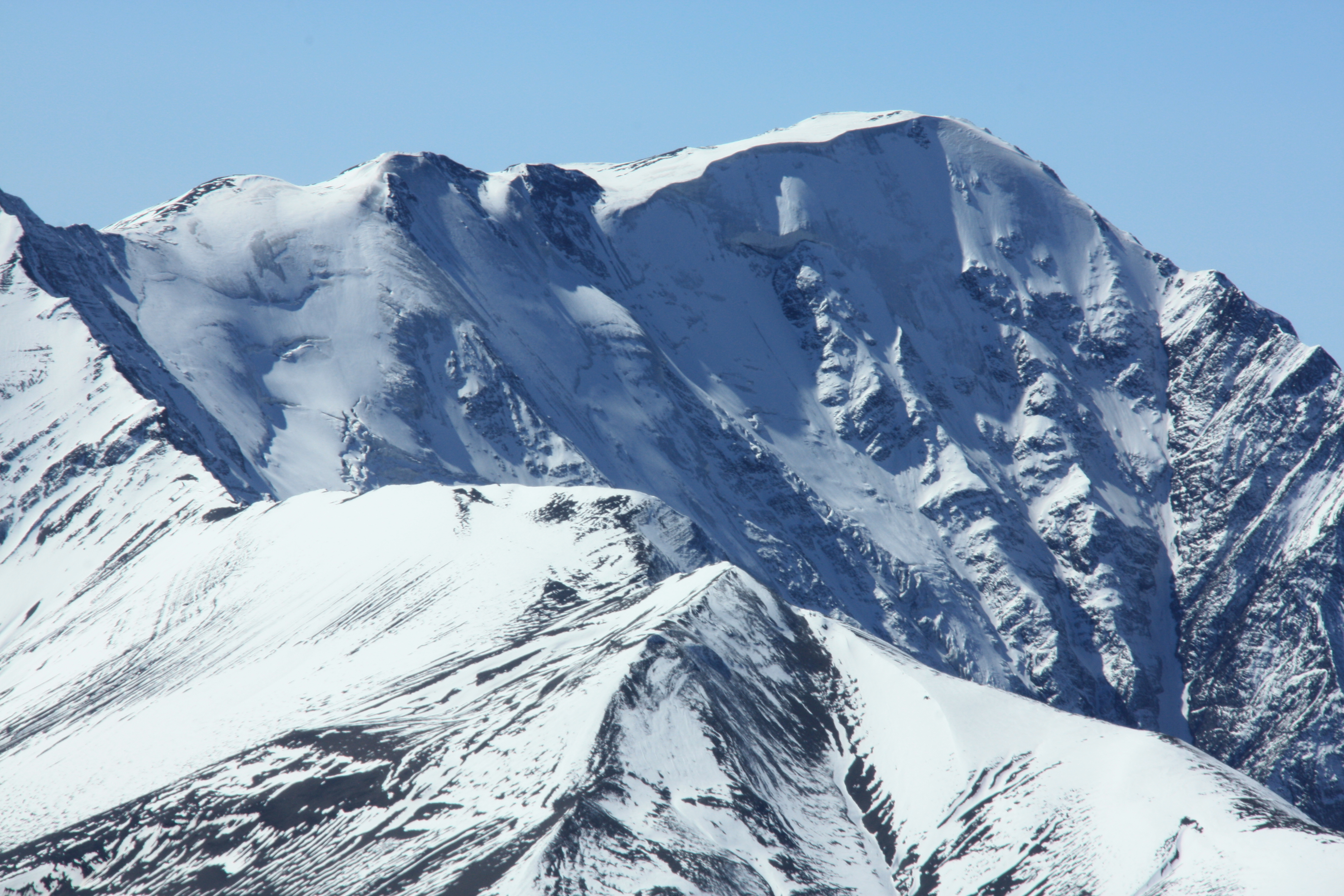
Le Bazardüzü.

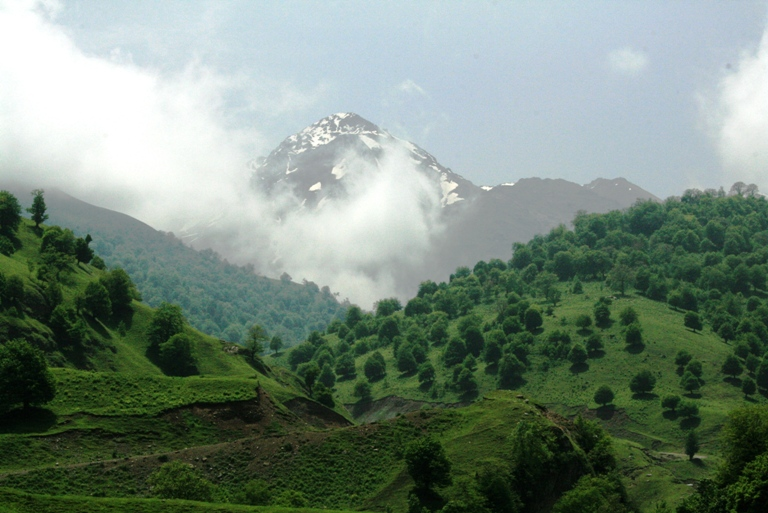
Le Mürov.

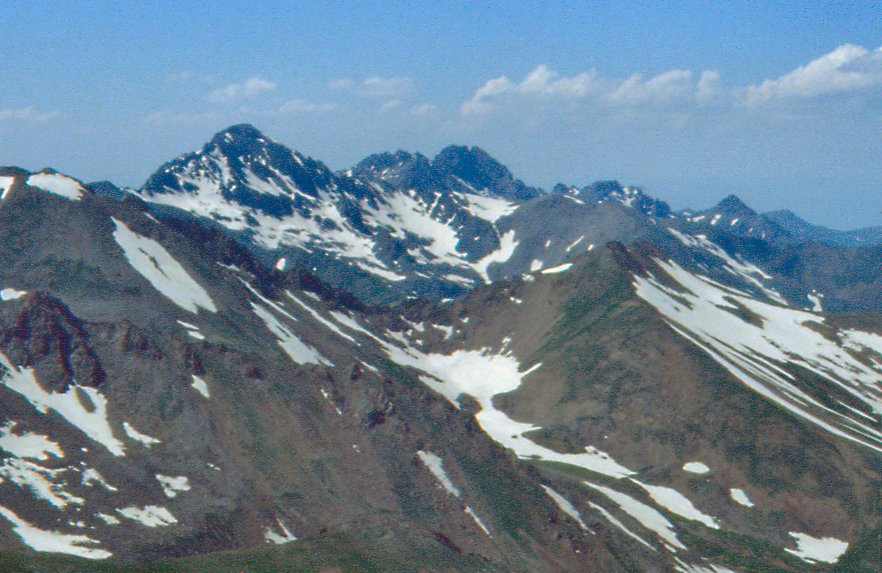
Le Kaputjugh.

L'Azerbaïdjan est entouré par des montagnes. Le Grand Caucase, avec les plus hautes élévations du pays, s'étend depuis le nord, le long de la frontière avec la Russie jusqu'au sud-est de la péninsule d'Abşeron à Bakou sur la mer Caspienne. Le point culminant du pays, Bazardüzü Dagi, s'élève à 4 466 m près de la frontière avec la Russie. Le Petit Caucase, avec des altitudes allant jusqu'à 3 500 m, se trouve à l'ouest le long de la frontière avec l'Arménie, dominé par la chaîne de Mourovdag. Les Monts Talych font partie de la frontière avec l'Iran à la pointe sud-est du pays.
Les quinze plus hauts sommets sont, :
- Bazardüzü Dagi : 4 466 m
- Shahdağ : 4 243 m
- Tufandağ : 4 197 m
- Cengiz Mustafayev Dagi : 4 063 m
- Kaputjugh : 3 906 m
- Qazangöldağ : 3 829 m
- Yaglidara Dagi : 3 825 m
- Gamishdağ : 3 724 m[32]
- Qizilqaya Dagi : 3 726 m
- Xinaliq Dagi : 3 713 m
- Pereval Ay-Changal : 3 707 m
- Delidağ 3 616 m
- Qizilbogaz Dagi 3 581 m
- Ishikli : 3 552 m

Le plateau volcanique de Karabagh se situe entre la frontière de l'Arménie et les montagnes de Karabakh. Les cônes des volcans éteints, les sommets comme Delidağ 3 616 m, Qizilbogaz Dagi 3 581 m, Ishkli 3 552 m et les autres sont répartis dans ces régions.

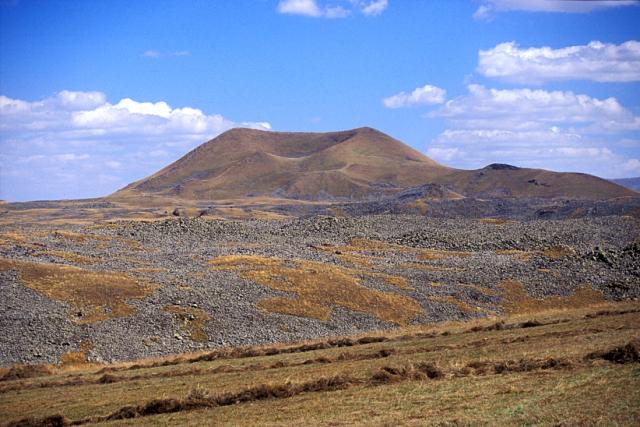
Le Porak.

Mais le pays compte deux volcans dormants, le Porak et le Tskhouk-Karckar,, qui sont à la frontière avec l'Arménie.

#### Hydrographie

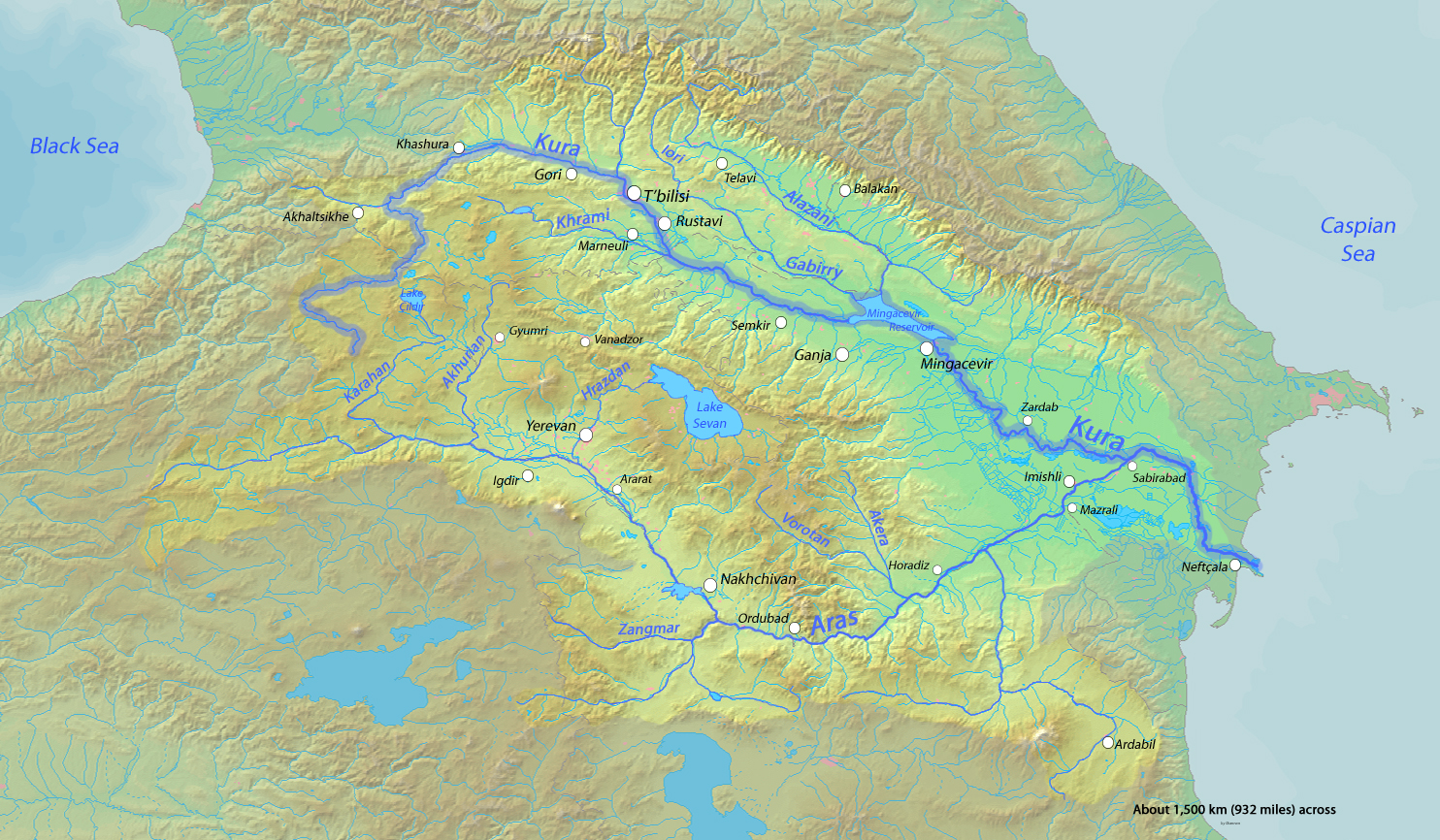
Carte des rivières en Azerbaïdjan et le Caucase.

L'Azerbaïdjan compte plus de 8 300 cours d'eau et environ 450 lacs,,,.
Au centre du pays se trouve la vaste plaine de Koura-Aras alimentée par plusieurs cours d'eau, dont les plus longs sont les fleuves Koura et Araxe qui forment la confluence de la Koura-Aras.
Huit grands fleuves coulent du Grand Caucase et du Petit Caucase, dans les plaines centrales de la Koura-Aras, les plaines alluviales et les deltas le long du littoral de la mer Caspienne par le fleuve Koura et son principal affluent, le fleuve Aras qui est le deuxième plus long fleuve. Le Koura, le plus long fleuve dans la région du Caucase et de l'Azerbaïdjan, forme un delta et se jette dans la mer Caspienne, ainsi que le confluent avec l'Aras,.
Il y a environ 250 lacs, mais ils sont tous très modestes en superficie. Le plus grand lac naturel, le lac Hajikabul a une superficie de 16 km2,.
Les eaux des réservoirs fournissent de l'énergie hydroélectrique et l'eau d'irrigation de la plaine Koura-Aras. La plupart des rivières du pays ne sont pas navigables. Environ 15 % des terres en Azerbaïdjan, sont des terres arables, dont certaines nécessitent une irrigation,.
Le réservoir de Mingachevir au nord-ouest de l'Azerbaïdjan, avec une superficie de 605 km2, a été formé par le barrage de la Koura. C'est la plus grande étendue d'eau du pays, et, de loin, le plus grand réservoir du Caucase,.

##### Cours d'eau

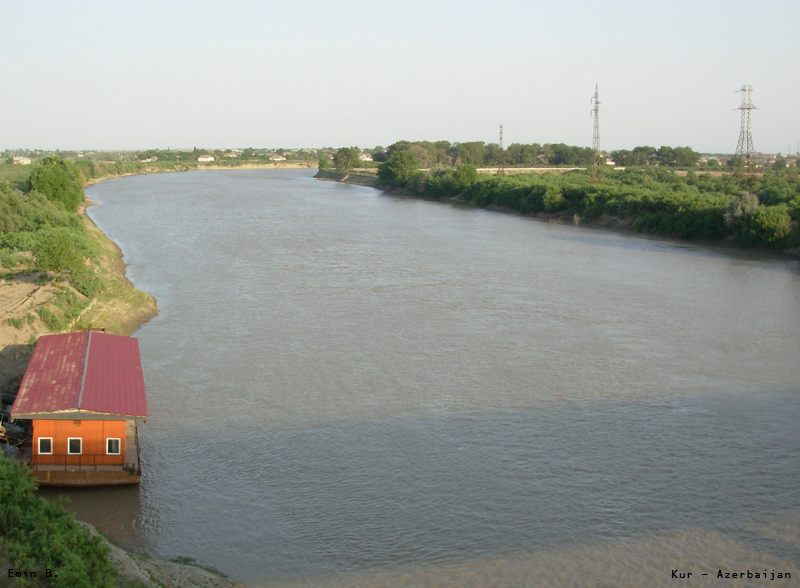
Le Koura à Salyan, près de l'embouchure à la mer Caspienne, est le plus long fleuve en Azerbaïdjan.

Il y a plus de 8 300 fleuves et rivières de tailles variées en Azerbaïdjan. La majeure partie fait moins de 25 km de long et seulement 24 dépassent les 100 km. Seuls les cours d'eau les plus importants sont listées ici,.
- Koura
- Aras
- Qanıx
- Qabırlı
- Samur
- Pirsaat
- Tartarchay
- Turyan
- Ağstafaçay
- Arpa
- Hekeri
- Vilesh
- Bazarçay
- Oxçuçay

#### Climat

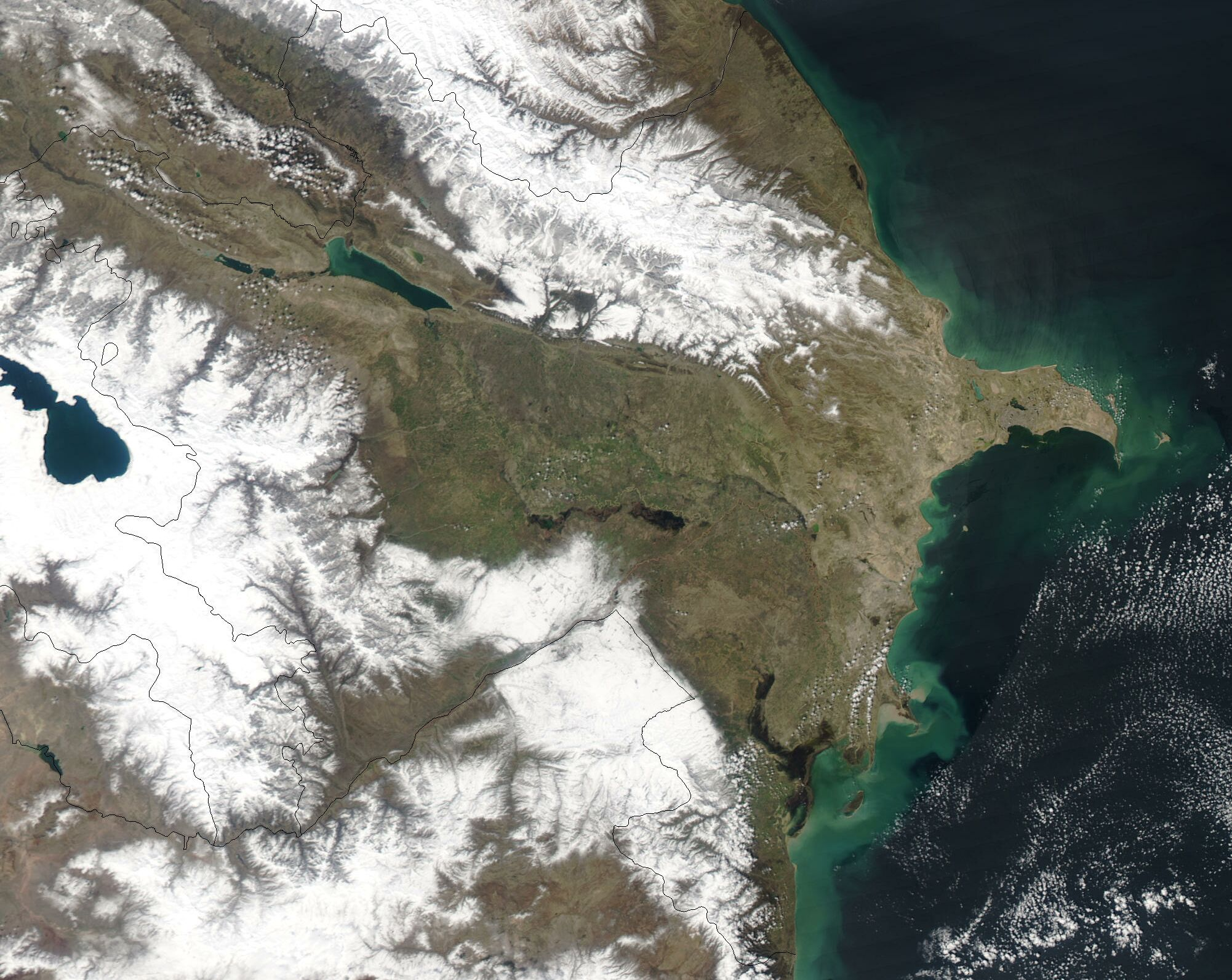
Photographie satellite.

Le climat qui varie, est subtropical et semi-aride dans les parties centrales et orientales du pays, subtropical humide dans le Sud-Est, tempéré le long du littoral, continental dans l'ouest et froid dans les montagnes. Bakou bénéficie d'un climat doux, les températures s'étalant de 4 °C en février à 26 °C en juillet. Du fait des faibles pluies (de 200 mm à 350 mm en moyenne par an), l'agriculture a recours à l'irrigation. Les précipitations les plus importantes ont lieu dans les hauteurs du Caucase et dans la région de Lankaran (de 1 600 à 1 800 mm par an), à l'extrême sud-est, où elles dépassent les 1 000 mm par an en moyenne,.
| Mois                                | jan. | fév. | mars | avril | mai  | juin | jui. | août | sep. | oct. | nov. | déc. | année |
| ----------------------------------- | ---- | ---- | ---- | ----- | ---- | ---- | ---- | ---- | ---- | ---- | ---- | ---- | ----- |
| Température minimale moyenne (°C)   | 2,1  | 2    | 4,2  | 9,4   | 14,9 | 19,7 | 22,2 | 22,9 | 19,4 | 13,6 | 8,8  | 4,8  | 12    |
| Température moyenne (°C)            | 4,2  | 4    | 6,3  | 12,3  | 18   | 22,8 | 26,4 | 25,6 | 21,8 | 16   | 10,8 | 6,6  | 14,6  |
| Température maximale moyenne (°C)   | 6,6  | 6,3  | 9,8  | 16,4  | 22,1 | 27,3 | 30,6 | 29,7 | 25,6 | 19,6 | 13,5 | 9,7  | 18,1  |
| Précipitations (mm)                 | 21   | 20   | 21   | 18    | 18   | 8    | 2    | 6    | 15   | 25   | 30   | 26   | 192   |
| Nombre de jours avec précipitations | 6    | 6    | 5    | 4     | 3    | 2    | 1    | 2    | 2    | 6    | 6    | 6    | 49    |

### Géographie administrative

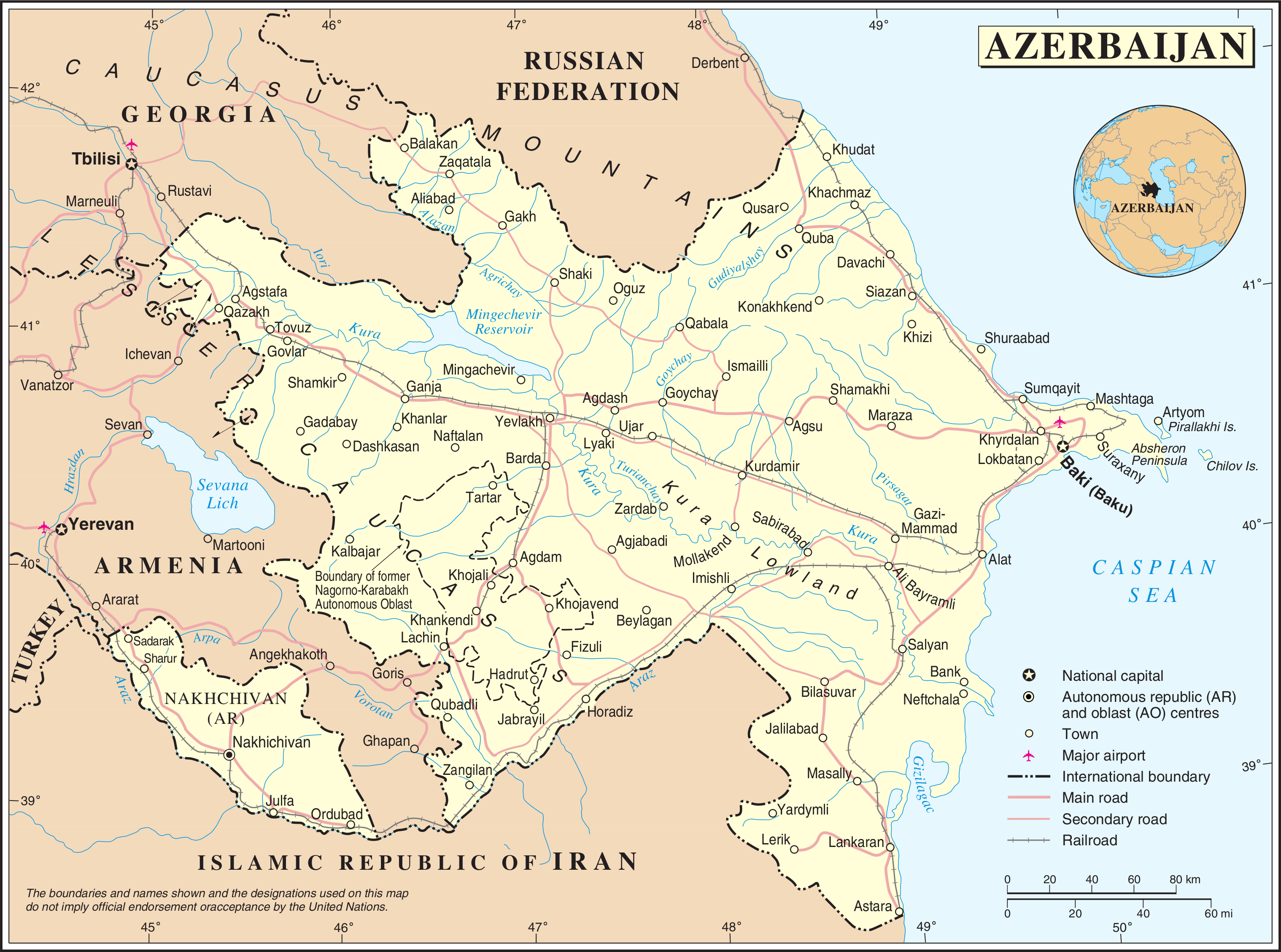
Carte politique de l'Azerbaïdjan.

#### Frontières
Les frontières terrestres de l'Azerbaïdjan totalisent une longueur de 2 013 kilomètres :
- Frontière entre l'Azerbaïdjan et l'Arménie : 787 kilomètres, dont 221 kilomètres avec l'enclave du Nakhitchevan ;
- Frontière entre l'Azerbaïdjan et la Géorgie : 322 kilomètres ;
- Frontière entre l'Azerbaïdjan et l'Iran : 611 kilomètres, dont 179 kilomètres avec l'enclave du Nakhitchevan ;
- Frontière entre l'Azerbaïdjan et la Russie : 284 kilomètres ;
- Frontière entre l'Azerbaïdjan et la Turquie : 9 kilomètres avec l'enclave du Nakhitchevan.

##### Enclaves et exclaves
L'Azerbaïdjan compte quatre minuscules enclaves azerbaïdjanaises en Arménie, Barkhudarli, Karki, Aşağı Əskipara et Yukhari Askipara, occupées depuis la guerre du Haut-Karabagh par l'Arménie ; il y a par ailleurs une exclave arménienne en Azerbaïdjan, Artsvashen, occupée depuis la guerre du Haut-Karabagh par l'Azerbaïdjan.

#### Subdivisions administratives

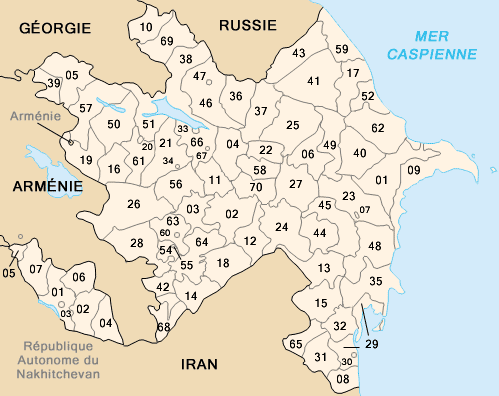
Carte des subdivisions administratives de l'Azerbaïdjan. Les subdivisions administratives de la république autonome de Nakhitchevan sont énumérés séparément.

L'Azerbaïdjan est un État unitaire centralisé. Le pays est divisé administrativement en 66 districts ou raïon, dont 59 sont situés en Azerbaïdjan proprement dit, et sept sont situés au Nakhitchevan ; et en 12 villes, dont onze sont situées en Azerbaïdjan proprement dit, et une est située au Nakhitchevan. Il existe une subdivision administrative particulière : la république autonome de Nakhitchevan, qui est séparée du reste du territoire par une bande de territoire arménien. Les districts ne disposent pas de leurs propres organes de représentation (gouverneurs et assemblées territoriales), à l'exception de la république autonome de Nakhitchevan.

##### Divisions
L'Azerbaïdjan est divisé en :
- 59 districts ou arrondissements (en azéri : rayon au singulier, rayonlar au pluriel)[43] ;
- onze villes (şəhər au singulier)[43] ;
- une république autonome (muxtar respublika), le Nakhitchevan, qui contient elle-même sept districts[43] et une ville[43].

## Politique

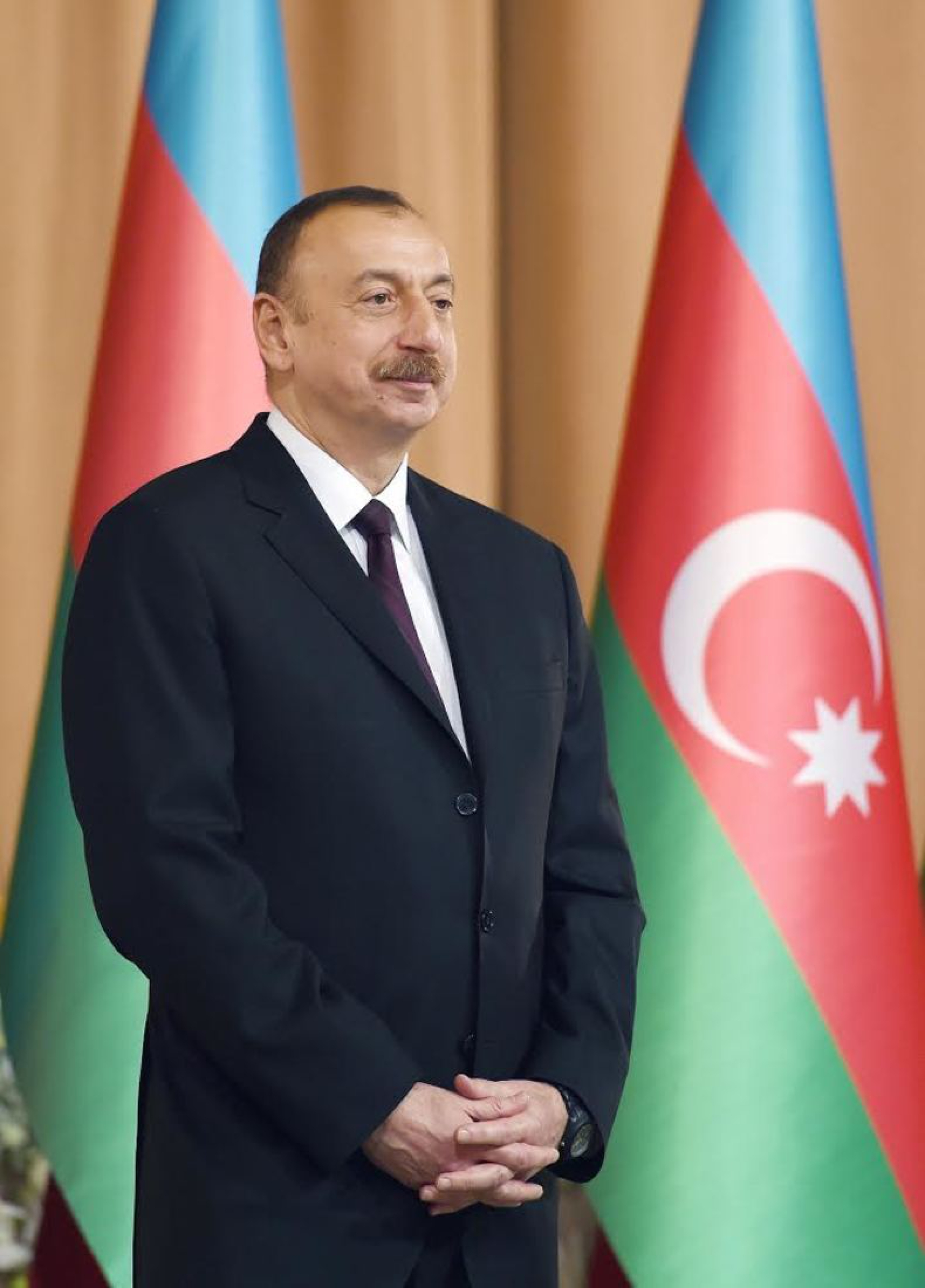
Ilham Aliyev, président de la république d'Azerbaïdjan.

L'Azerbaïdjan est une république laïque à régime semi-présidentiel avec un fort pouvoir présidentiel, ce qui lui vaut d'être régulièrement qualifié de régime présidentiel,. Ses dirigeants ont choisi l'alliance politique avec les États-Unis et la Turquie, ce qui implique entre autres une alliance avec Israël et l'Ukraine, et dans une moindre mesure avec l'Union européenne. L'Azerbaïdjan est en cessez-le-feu avec l'Arménie, dont l'indépendance est garantie par la Russie.
Selon le journal français Le Monde l'Azerbaïdjan est une « dictature impitoyable » et s'apparente à une pétromonarchie puisque la famille régnante dirige le pays depuis 1993 et tire ses revenus des hydrocarbures.
Aujourd'hui, les États-Unis, la Turquie et Israël sont bien implantés dans le pays, intéressés par la position stratégique de l'Azerbaïdjan dans le Caucase et par ses ressources pétrolières et gazières. La Russie a retrouvé une large influence à Bakou et l'Iran s’est également rapproché du pays en raison d'une forte minorité azérie d'à peu près 16 % de la population iranienne, soit 12,6 millions de personnes, mais aussi parce qu'ils recherchent une alliance pour contrebalancer l'influence occidentale sur la région. L'azéri est une langue du groupe turc et il existe de forts liens culturels et politiques avec la Turquie.
Le président Heydar Aliyev, ancien membre du Parti communiste de l'Union soviétique (PCUS), a dirigé le pays de 1993 à 2003, d'une main de fer. Sérieusement malade, il a fait élire son fils Ilham Aliyev à la présidence lors des élections de 2003 avec près de 77 % des voix. L’opposition est descendue dans la rue mais la répression et le manque de soutien de la communauté internationale[réf. nécessaire] (contrairement à la Géorgie voisine)[réf. nécessaire] ont rapidement clos toute contestation. Selon un sondage effectué par l’institut Gallup[réf. nécessaire] sur 1 400 citoyens de l’Azerbaïdjan, à peine 38 % des personnes interrogées font confiance à leur armée et 37 % « partiellement confiance ». En revanche, 52 % des Azéris seraient satisfaits de la situation économique de leur pays. En 2003, ils n’étaient que 31 % à l’affirmer. 60 % des personnes interrogées se disent confiantes sur l’évolution économique du pays et 66 % se déclarent intéressées par la politique et le travail de leur gouvernement. Ilham Aliyev est réélu à l'élection présidentielle d'octobre 2008, augmentant son score de 2005 de plus de dix points à 88,73 %. L'Organisation pour la sécurité et la coopération en Europe (OSCE) a jugé cette élection non démocratique. Lors des élections de 2013 les résultats ont été publiés accidentellement la veille du scrutin,, confortant les suspicions d'irrégularités dénoncées par les opposants,. Le 21 février 2017, Ilham Aliyev a nommé son épouse Mehriban Alieva au poste de vice-présidente. Ce poste a été créé en 2016 lors d’un référendum constitutionnel.

### Système politique de l'Azerbaïdjan

#### Pouvoir exécutif
Le président de la république d'Azerbaïdjan est le chef d'État. Il est élu au suffrage universel pour cinq ans. Le président détient le pouvoir exécutif, c'est lui qui nomme le Premier ministre de la république d'Azerbaïdjan qui est le chef du gouvernement et le Conseil des ministres. Ils doivent ensuite être confirmés par le parlement, l'Assemblée nationale de la République d'Azerbaïdjan (Milli Məclis).

#### Pouvoir législatif
Le pouvoir législatif en Azerbaïdjan est monocaméral. L’Assemblée nationale compte 125 sièges et ses membres sont élus au suffrage universel pour cinq ans. Cependant, l'Assemblée nationale est historiquement une institution faible et sans influence réelle. L'Azerbaïdjan possède un système où le pouvoir présidentiel est fort, tandis que les pouvoirs législatif et judiciaire ne disposent que d'une indépendance limitée.

#### Principaux partis politiques
Les principaux partis politiques de l'Azerbaïdjan sont : le Parti du nouvel Azerbaïdjan (Yeni Azərbaycan Partiyası, YAP) qui est le parti politique au pouvoir de la dynastie politique d’Aliev depuis 1993, le Parti communiste d'Azerbaïdjan (Azərbaycan Kommunist Partiyası, AKP), le Parti du Front populaire d'Azerbaïdjan (Azərbaycan Xalq Cəbhəsi Partiyası), le Parti Müsavat, le Parti de la Solidarité Civique (Vətəndaş Həmrəyliyi Partiyası), le Parti Social Démocrate d'Azerbaïdjan (Azərbaycan Sosial Demokrat Partiyası). Les partis de l'opposition se divisent souvent en factions pour former de nouveaux partis.

#### Atteintes aux droits de l'Homme
L'Eurovision qui s'est déroulé dans le pays entre le 22 et le 26 mai 2012 a donné l'occasion aux pays occidentaux de s'intéresser à la politique menée par le président actuel, Ilham Aliyev. Les médias envoyés sur place pour couvrir l'Eurovision ont rapidement constaté de nombreuses atteintes aux droits de l'Homme telles que la répression violente de manifestations par les autorités, la mise en détention illégale de journalistes, les faux procès mis en place par le dirigeant, les éventuels trucages des élections. Des opposants au régime qui cherchaient à attirer l'attention sur la situation de leur pays se sont fait violemment réprimer par les autorités et des journalistes étrangers ont été battus.
Malgré tout, les habitants interrogés par les médias n'ont rien pu dire au risque de violentes représailles et l'Union européenne de radio-télévision a refusé purement et simplement de parler de la politique menée dans le pays.
Le Haut-Commissariat des Nations unies aux droits de l'Homme s'est dit très « préoccupé » par l'action du président Aliyev, qui a gracié, couvert de louanges et promu l'officier Safarov, qui avait été reconnu coupable du meurtre par décapitation de l'officier arménien Margarian. « Des crimes de haine, d'origine ethnique, de cette gravité, doivent être punis et non glorifiés par des dirigeants politiques », a souligné le porte parole de l'instance onusienne à Genève. Ban Ki-moon, secrétaire général de l'ONU, s'est dit lui aussi préoccupé par l'affaire, tout comme les États-Unis.
Le pays est régulièrement qualifié de dictature. Il est classé 162e sur 180 pays par Reporters sans frontières en matière de liberté de la presse et 160 opposants politiques, dont 16 journalistes et écrivains, sont incarcérés par le régime en 2017. Par ailleurs, l’Azerbaïdjan est classé par Transparency International en 2024 comme l’un des pays les plus corrompus de la planète.

### Relations diplomatiques

Carte des représentations diplomatiques de l'Azerbaïdjan.
Azerbaijan
Ambassade et consulat général
Ambassade

166 États ont établi des relations diplomatiques avec l'Azerbaïdjan. 52 ambassades, deux consulats généraux et onze missions diplomatiques et bureaux de représentation sont établis à Bakou. L'Azerbaïdjan dispose d'ambassades dans 56 pays et neuf consulats généraux dans sept pays.

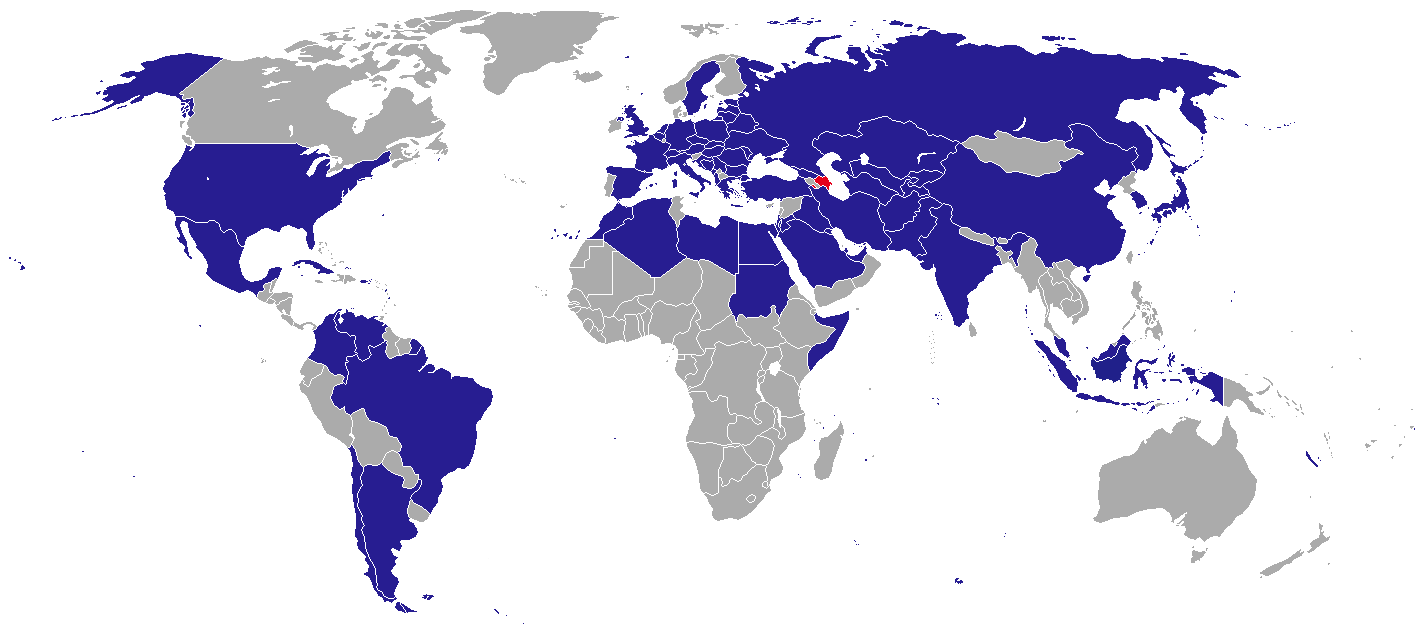
Représentations diplomatiques en Azerbaïdjan.

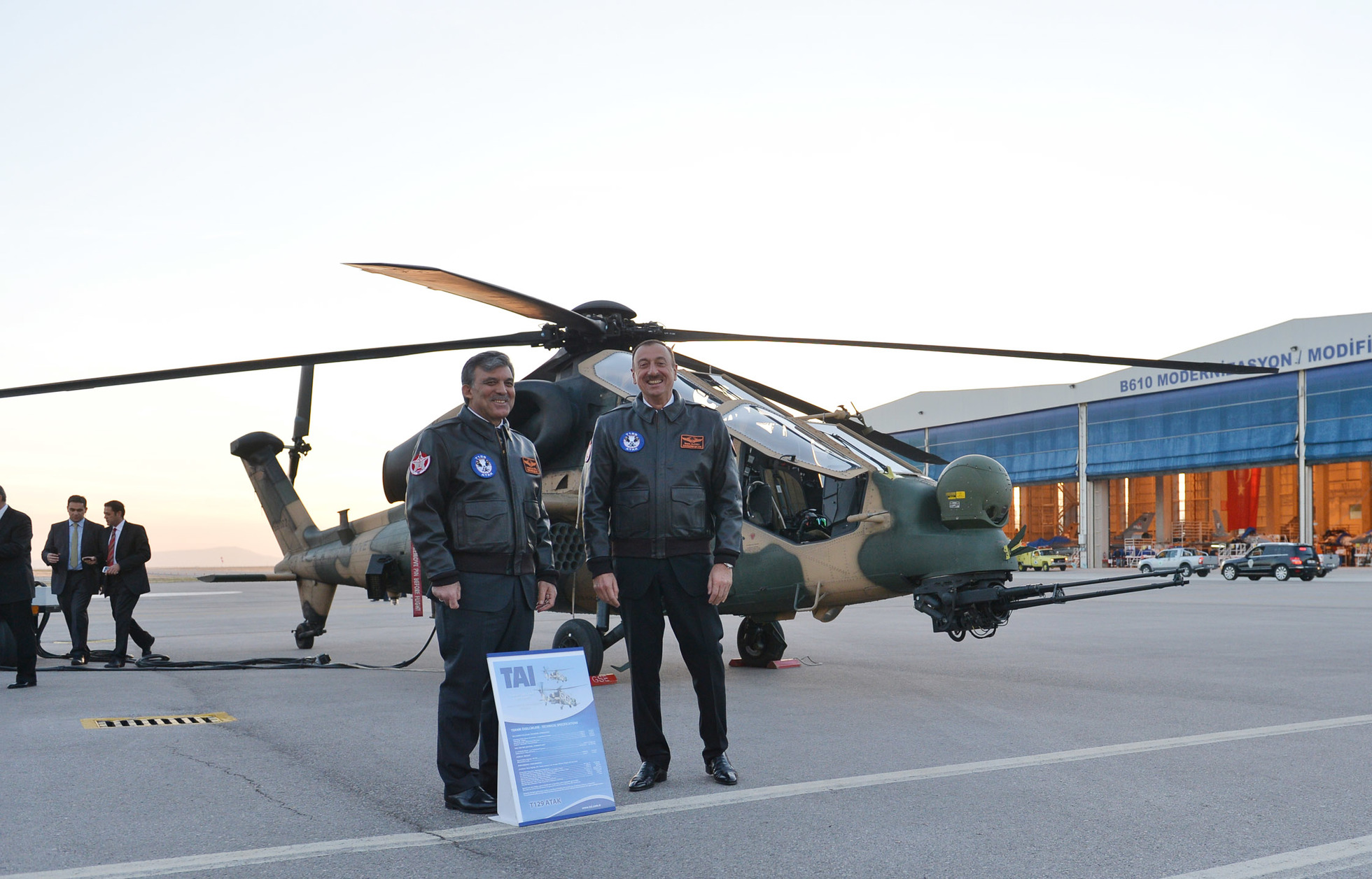
Ilham Aliyev et le Président turc Abdullah Gül.

Les relations avec l'Arménie sont très conflictuelles en raison de la question du Haut-Karabagh, république autoproclamée en sécession de l'Azerbaïdjan à majorité arménienne. Il n'existe pas de relations diplomatiques officielles entre les deux États qui sont dans un état de guerre depuis la fin de la guerre du Haut-Karabagh de 1988-1994, quand une trêve a été négociée par la Russie le 12 mai 1994. Le Haut-Karabagh maintient son indépendance de facto. Le visa d'entrée en Azerbaïdjan est systématiquement refusé à tout citoyen arménien et à toute personne d'origine arménienne. Il est également refusé à toute personne détentrice d’un visa délivré par les autorités du Haut-Karabagh ou d’un tampon signalant un séjour au Haut-Karabagh, ou encore dans l’une des sept régions occupées d’Azerbaïdjan. Cela se traduit par une interdiction permanente d'entrée en Azerbaïdjan.
Les relations entre l'Azerbaïdjan et la Turquie ont toujours été très fortes. Les deux pays ont des langues et des cultures similaires (la langue azéri et la langue turque sont mutuellement intelligibles). Précédemment, en 1993, en pleine guerre du Haut-Karabagh, la Turquie avait, pour soutenir son allié azerbaïdjanais, décidé de fermer ses 268 km de frontière commune avec l'Arménie.
Les relations avec l'Iran sont également fortes. Malgré la différence idéologique entre les deux pays, l'Iran étant un État théocratique et l'Azerbaïdjan un État laïque, l'Iran s'est rapproché du pays en raison de la présence d’une forte minorité azérie d'environ 12,6 millions de personnes en Iran. Les deux nations ont une histoire commune : l'Azerbaïdjan fut une partie de l'Iran avant la conquête russe en 1800, et tous deux sont chiites, contrairement aux Turcs qui sont principalement sunnites. L'Azerbaïdjan entend donc conserver sa relation privilégiée avec la Turquie tout en cultivant des relations étroites dans de très nombreux domaines avec l'Iran.
L'Azerbaïdjan est le seul pays de majorité musulmane chiite à entretenir des relations diplomatiques avec Israël depuis son indépendance. Les relations diplomatiques bilatérales ont été officialisées dès le 7 avril 1992.

### Forces armées azerbaïdjanaises

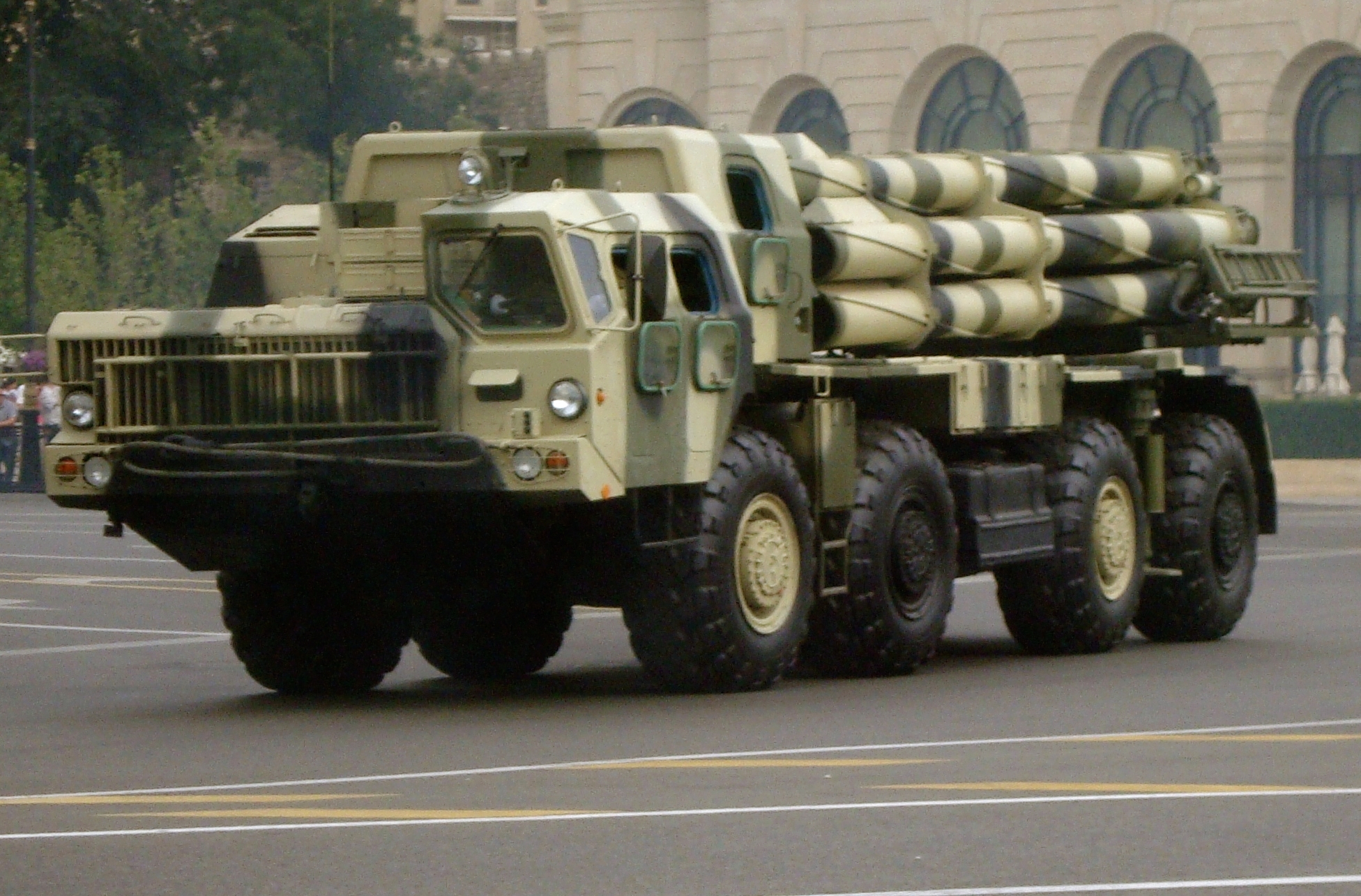
S-300PMU2 lors d'une parade à Bakou en 2013.

Les forces armées azerbaïdjanaises sont rétablies par la loi de la république d'Azerbaïdjan sur les forces armées du 9 octobre 1991. La république démocratique d'Azerbaïdjan avait déjà constitué sa propre force armée le 26 juin 1918. Toutefois, elles avaient été dissoutes après l'intégration de l'Azerbaïdjan au sein de l'URSS le 28 avril 1920. À la suite de la dissolution de l'URSS en 1991, les forces armées sont rétablies sur la base des équipements et des camps de l'ancienne armée rouge présents sur le sol azerbaïdjanais.
Les forces armées sont divisées en trois branches : les forces terrestres azerbaïdjanaises, la force aérienne et de défense aérienne azerbaïdjanaise (l'armée de l'air) et la Marine azerbaïdjanaise. Les forces paramilitaires comprennent la garde nationale azerbaïdjanaise, les troupes internes de l'Azerbaïdjan (une force de gendarmerie) et le service d'État des frontières qui peuvent être impliquées dans la défense du pays dans certaines circonstances.
Selon les sources des médias azerbaïdjanais, les dépenses militaires du pays en 2009 se sont élevées à 2,46 milliards de dollars US. Selon le SIPRI, seuls 1,473 milliard de dollars ont été dépensés et selon l'IISS, le budget de la défense de 2009 s'établit autour de 1,5 milliard de dollars US. L'Azerbaïdjan possède sa propre industrie de défense qui conçoit des armes légères. Dans l'avenir, l'Azerbaïdjan espère concevoir ses propres chars d'assaut, véhicules blindés et aéronefs militaires.

## Économie

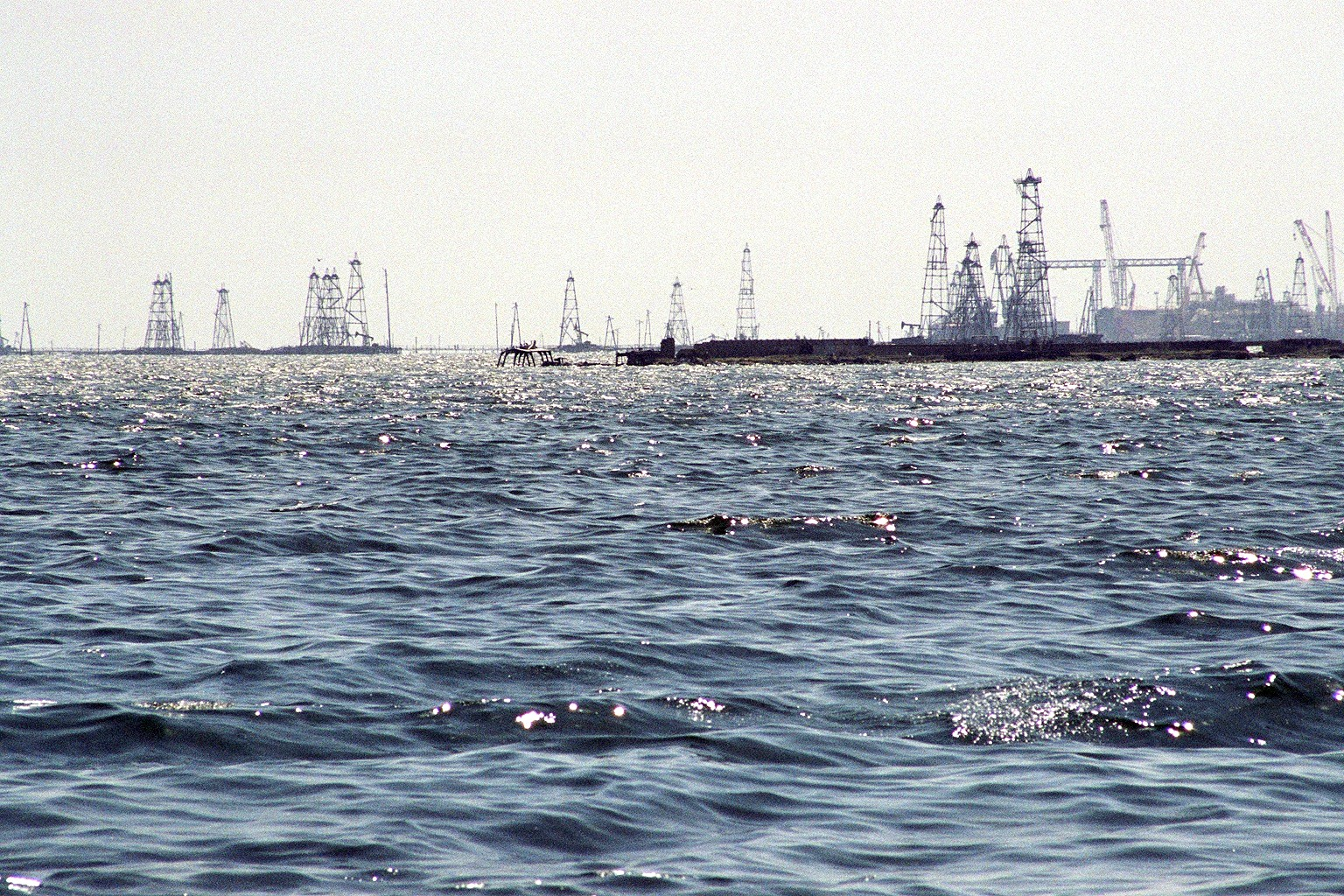
Les puits de pétrole en dehors de Bakou.

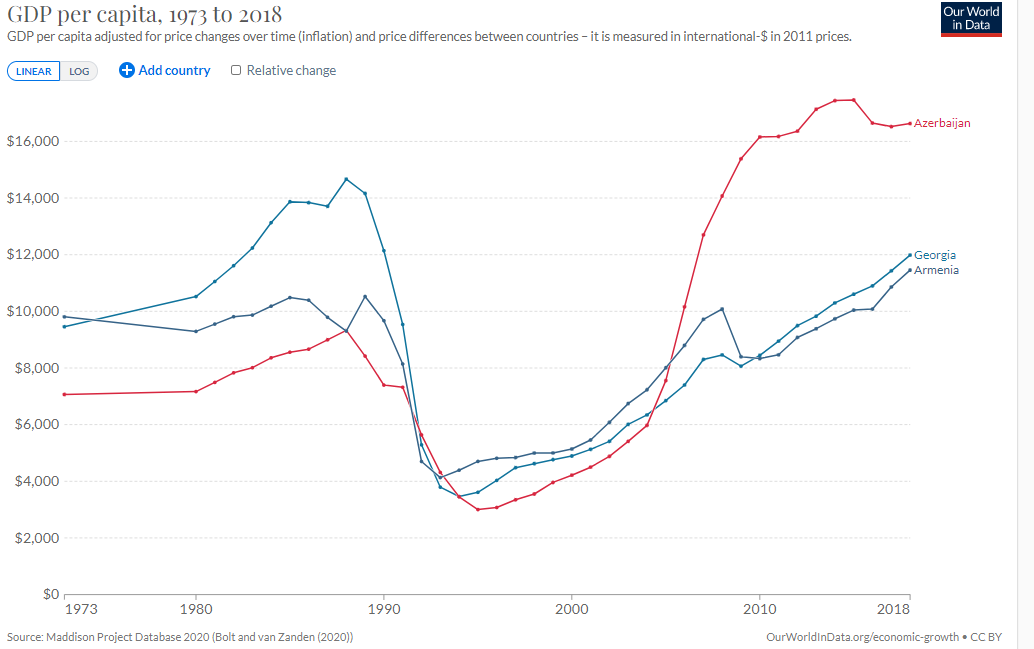
Évolution du PIB par habitant en Azerbaïdjan, en Arménie et en Géorgie.

L'économie de l'Azerbaïdjan est fortement dépendante de l'exploitation du pétrole en mer Caspienne, à Neft Daşları, qui représente 70 % de ses exportations et 50 % du budget de l'État. La croissance est élevée, de l'ordre de 34,5 % en 2006 et 29,3 % en 2007 selon la Banque mondiale.
Les grands chantiers ont commencé quand le pays a enfin tiré profit de l'industrie pétrolière. En 2006, grâce à la mise en service du BTC (oléoduc Bakou-Tbilissi-Ceyhan), le premier super-oléoduc à destination de l'Europe, et à la flambée des cours du brut, le petit État caucasien a affiché une croissance de 36 %, un record mondial. Depuis la crise a frappé là comme ailleurs (le PIB n'a augmenté que de 0,3 % en 2011), mais l'enthousiasme demeure. L'Azerbaïdjan est doublement attractif. Comme fournisseur hydrocarbures d'abord, mais aussi et surtout parce qu'il occupe une remarquable position géostratégique à l'heure où l'économie mondiale bascule vers l'Est. L'Azerbaïdjan conscient qu'il a une carte à jouer, fait valoir son positionnement de carrefour et développe une politique de soft power.
- PIB : 73,65 milliards de USD[70]
- PNB/habitant : 9 000 USD[70]

En 2024, l'Azerbaïdjan est classée en 95e position pour l'indice mondial de l'innovation.

### Infrastructures
- Lignes de téléphone : 1 254 000 (en 2007)[72]
- Téléphones portables : 4 300 000 (en 2007)[72]
- Postes de radio : 175 000 (en 1997)
- Postes de télévision : 17 000 (en 1997)
- Utilisateurs d'Internet : 1 036 000 (en 2007)[72]
- Nombre de fournisseurs d'accès Internet : 2 (en 2000)
- Routes : 59 141 km (dont 29 210 km goudronnés) (en 2004)[70]
- Voies ferrées : 2 140 km (en 2019)[73]
- Voies navigables : 0 km
- Nombre d'aéroports : 35 (dont 27 avec des pistes goudronnées) (en 2008)[70]

## Transport

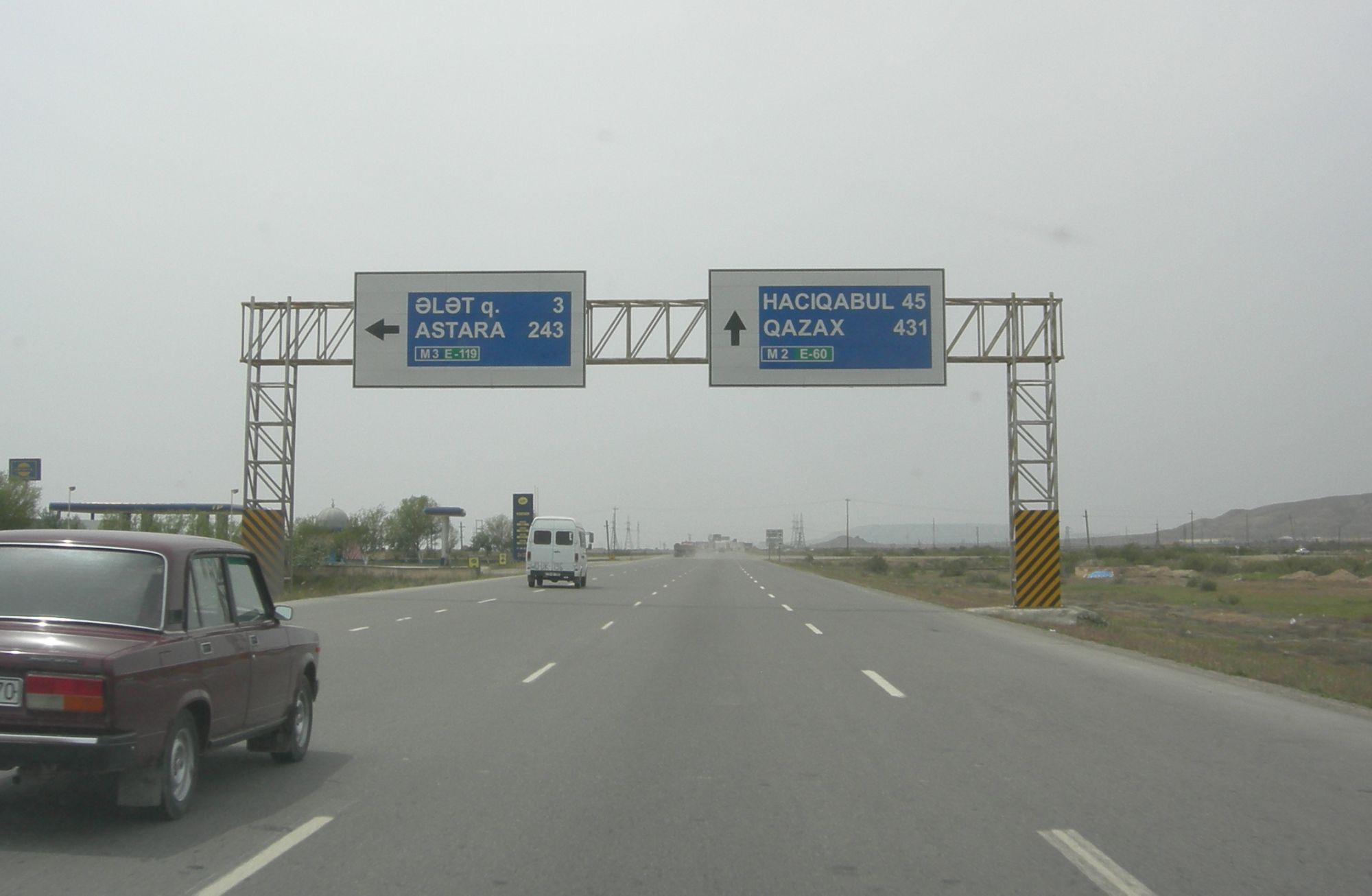
Autoroute qui fait partie de la route européenne 60, près de Ələt, sud-ouest de Bakou.

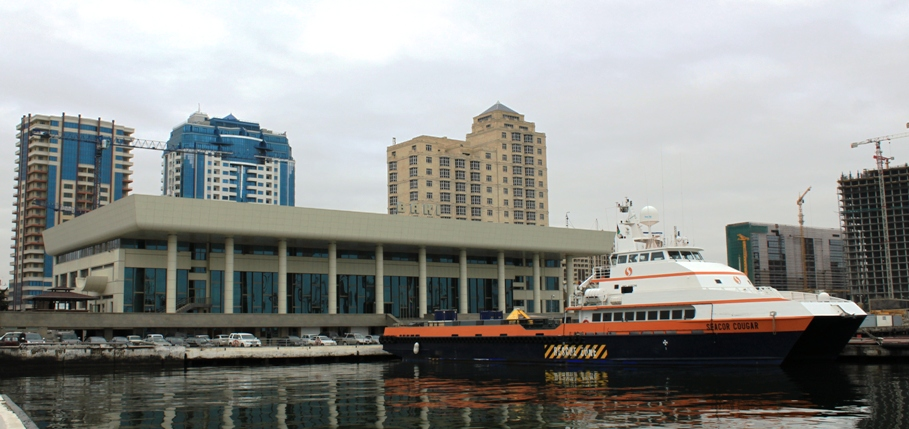
Vue du port de ferry à Bakou.

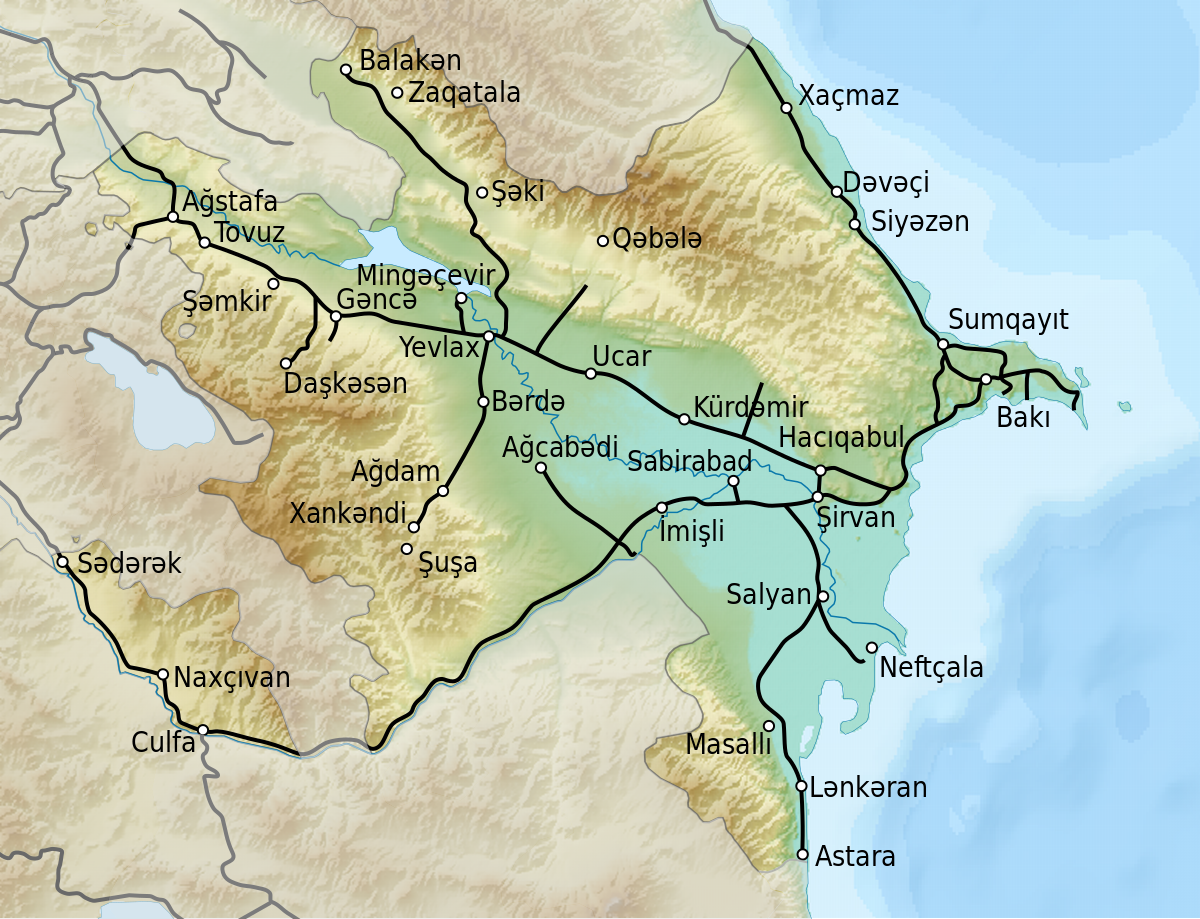
Carte des chemins de fer azerbaïdjanais actuelle.

Le transport en Azerbaïdjan dispose d'infrastructures ferroviaires, routières et aéroportuaires. Le pays n'ayant pas accès à une mer ouverte ni à l'océan dispose cependant d'infrastructures maritimes et de ports en raison de son littoral sur la mer Caspienne qui est une mer fermée. Le pays possède également une marine marchande, qui ne navigue pas seulement dans la mer Caspienne, mais aussi dans les mers ouvertes. Ses cours d'eau ne sont en outre pas navigables. L'Azerbaïdjan est traversé par des axes routiers d'importance mondiale, dont deux relient les réseaux routiers de l'Europe et de l'Asie.

### Routes
Le réseau routier azerbaïdjanais couvre en 2006, 59 141 km, dont 29 210 km sont asphaltés. Le projet pour la construction et la rénovation des autoroutes de 3 578 km à l'échelle du pays et de 5 928 km à l'échelle locale, est prévu pour être terminé en 2015.

### Transport aérien
En 2010, l'Azerbaïdjan compte 35 aéroports dont le principal est l'aéroport international Heydar Aliyev de Bakou, suivi par l'aéroport international de Gandja, l'aéroport international Nakhitchevan de Nakhitchevan et l'aéroport de Lankaran.
La principale compagnie aérienne azerbaïdjanaise est Azerbaijan Airlines.

### Transport maritime
Toutes les voies marines d'Azerbaïdjan commencent à Bakou, le plus grand port de la mer Caspienne et la base de la marine marchande azerbaïdjanaise. La marine marchande azerbaïdjanaise est composée de 92 navires. Les navires par catégorie et par nombre sont constitués de : 27 navires cargo, 2 navires à passagers, 9 navires à passagers / navires cargo, 3 rouliers, 48 pétroliers et 3 pétroliers spécialisées. Les ports maritimes de l'Azerbaïdjan sont Bakou, Sumqayıt, Lankaran, Neftçala et Dübendi.
L’Administration Publique Maritime de la Mer Caspienne et le Port Maritime Commercial de Bakou jouent un grand rôle dans le transport fluvial de l’Azerbaïdjan.

### Chemin de fer
Le réseau ferroviaire azerbaïdjanais s'étendait sur 2 140 km en 2019 dont 1 169 km électrifiés sous 3 000 V DC. L'écartement des rails est de 1 520 mm.
Le trafic de fret assuré par le Chemin de fer de l'Azerbaïdjan était de 15 222 000 t dont 3 297 000 t de trafic domestique et 3 495 000 t de trafic de transit.
Le volume de trafic sur le corridor de l'Europe-Caucase-Asie était de 7 327 600 000 t au total.
La capacité maximum de transport de passagers est passée entre 1990 et 2017 de 11,2 millions à 2,3 millions de personnes. En 2019, le transport de passagers représentait 3 631 000 voyageurs pour 544 000 000 voyageurs.km.
La ligne Bakou-Tbilissi-Kars est une ligne de chemin de fer reliant directement la Turquie, la Géorgie et l'Azerbaïdjan. Originellement prévue pour être achevée et mise en service en 2012, elle a été inaugurée le 30 octobre 2017.

## Société
| Date            | Nom français                                      | Nom azéri                                 | Remarques |
| --------------- | ------------------------------------------------- | ----------------------------------------- | --- |
| 1er janvier     | Jour de l'an                                      | Yeni İl Bayramı                           | Fête de la nouvelle année. |
| 8 mars          | Journée internationale des femmes                 | Beynəlxalq Qadınlar Günü                  | Journée consacrée aux droits des femmes. |
| 20 mars-21 mars | Norouz                                            | Novruz Bayramı                            | Fête de la nouvelle année qui marque le premier jour du printemps. |
| 9 mai           | Jour de la Victoire sur le fascisme               | Faşizm üzərində Qələbə Günü               | Acte de capitulation de l'Allemagne nazie est signé à Berlin à 0 h 28 le 9 mai 1945. |
| 28 mai          | Jour de la République                             | Respublika Günü                           | Anniversaire de la première république azerbaïdjanaise, la république démocratique d'Azerbaïdjan entre 1918 et 1920.                                                                                      |
| 15 juin         | Journée de Salut national                         | Milli Qurtuluş Günü                       | Heydar Aliyev retourné à la direction de la république et a été élu président de la république d'Azerbaïdjan, le 15 juin 1993.                                                                            |
| 26 juin         | Journée des Forces armées                         | Silahlı Quvvələr Günü                     | Fête marquant la création de la première unité militaire régulière (qui a formé le fondement des premières forces armées azerbaïdjanaises) par la république démocratique d'Azerbaïdjan, le 26 juin 1918. |
| 18 octobre      | Jour de l'Indépendance nationale                  | Milli Müstəqilliyi Günü                   | Récupération de la souveraineté nationale en 1991. |
| 9 novembre      | Jour du drapeau national                          | Dövlət Bayrağı Günü                       | L'adoption du drapeau de l'Azerbaïdjan comme le drapeau national, le 9 novembre 1918. |
| 12 novembre     | Jour de la Constitution                           | Konstitusiya Günü                         | L'adoption de la Constitution de l'Azerbaïdjan, le 12 novembre 1995. |
| 17 novembre     | Journée de la renaissance nationale               | Milli Dirçəliş Günü                       | Commémoration des manifestations pour l'indépendance à Bakou en novembre et décembre de 1988. |
| 31 décembre     | Journée de solidarité des Azerbaïdjanais du Monde | Dünya Azərbaycanlılarının Həmrəyliyi Günü | Fête marquant l'unité symbolique et les relations de la nation azerie en Azerbaïdjan et dans la diaspora.                                                                                                 |

| Date hégire (lunaire) | Nom français                                  | Nom azéri       | Remarques                                                                 |
| --------------------- | --------------------------------------------- | --------------- | ------------------------------------------------------------------------- |
| 1er chawal            | Fête de la rupture du jeûne ou la petite fête | Ramazan Bayramı | Marque la fin du ramadan (deux jours fériés).                             |
| 10 doul hijja         | La grande fête ou fête du sacrifice           | Qurban Bayramı  | Commémore le sacrifice du prophète Abraham (Ibrahim) (deux jours fériés). |

## Démographie

Évolution de la démographie entre 1960 et 2010 (chiffre de la FAO, 2012). Population en milliers d'habitants.

L'Azerbaïdjan compte plus de 9 millions d'habitants en 2012. Il est l'un des pays de la Communauté des États indépendants les plus densément peuplés. La population azerbaïdjanaise est aussi l'une des plus jeunes de la Communauté des États indépendants, avec 22,3 % de moins de 15 ans et seulement 9 % de plus de 60 ans.
La population actuelle de l'Azerbaïdjan est 9 960 521, selon les statistiques des Nations unies.
La population de l'Azerbaïdjan a crû constamment depuis l'indépendance, de 7 200 000 en 1991, 8 350 000 habitants en 2005 et 9 164 600 habitants en 2011.
Selon les données du Comité des statistiques de l'Azerbaïdjan pour le 1er janvier 2019, la population totale de l'Azerbaïdjan est de 9 981 457 habitants, dont 52,8 % en milieu urbain et 47,2 % en milieu rural. Les hommes représentent 49,9 % et les femmes 50,1 %.
Le 6 avril 2019 est né le 10 millionième citoyen de l'Azerbaïdjan.
- Population (2012) : 9 295 800 habitants[77]
- Âges (estimation 2009) :
  - 0-14 ans : 23,9 %[84]
  - 15-64 ans : 69,4 %[84]
  - +65 ans : 6,7 %[84]
- Espérance de vie à la naissance (estimation 2009) :
  - Totale : 72,4 ans[84]
  - Masculine : 69,6 ans[84]
  - Féminine : 75,3 ans[84]
- Taux de croissance de la population (2012) : 1,3 %[77]
- Taux de natalité (2012) : 19 ‰[77]
- Taux de mortalité (2012) : 6 ‰[77]
- Taux de mortalité infantile (estimation 2009) :
  - Totale : 54,6 ‰[84]
  - Masculine : 60,2 ‰[84]
  - Féminine : 48,27 ‰[84]
- Taux de fécondité (2012) : 2,3 enfants/femme[77]
- Taux de migration (estimation 2009) : −1,42 ‰[84]

### Langues

Groupes ethno-linguistiques du Caucase

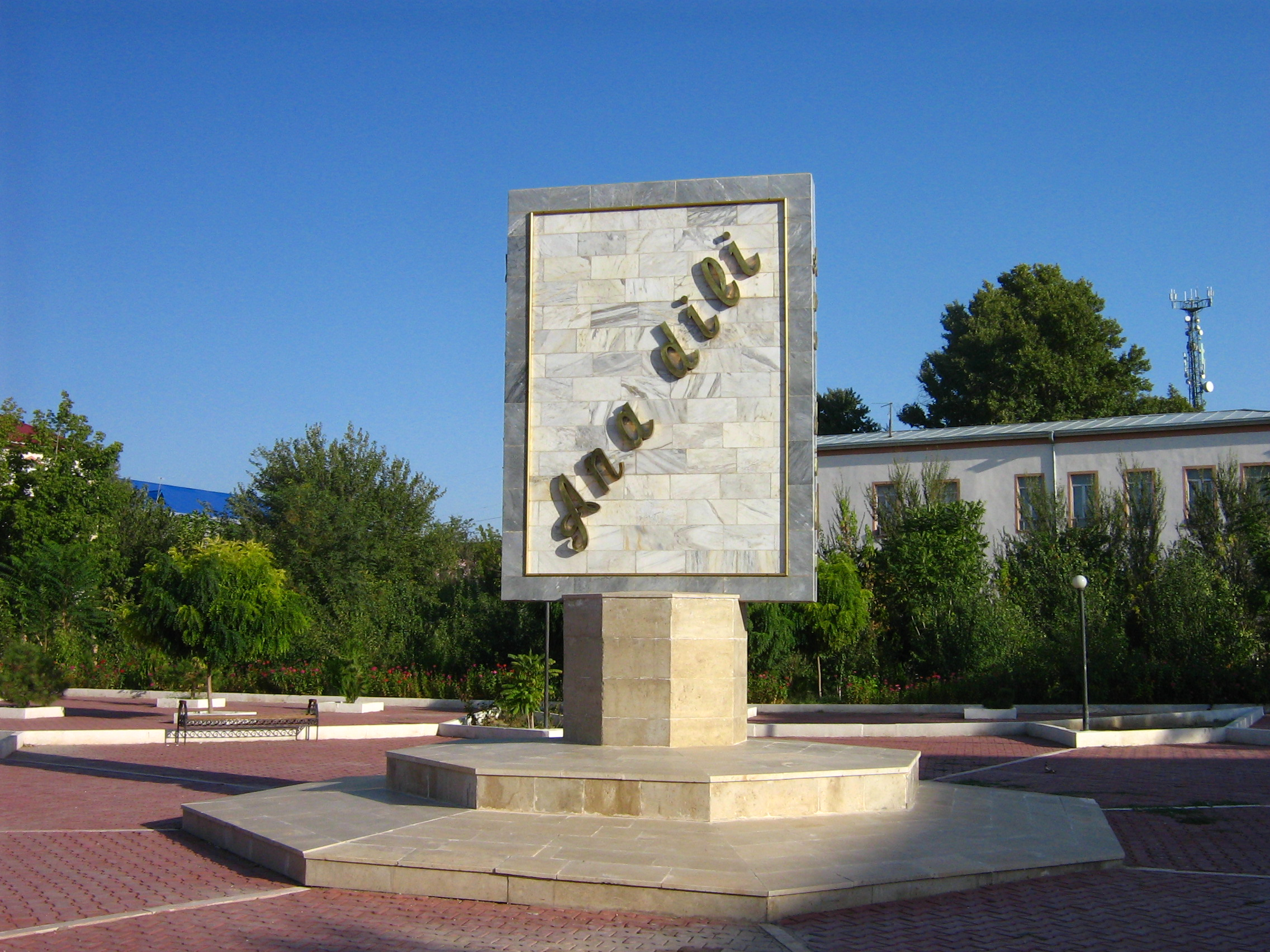
Monument pour la langue azérie en Nakhitchevan. Le mot Ana dili signifie « langue maternelle » en azéri.

L'azéri, parfois appelé azerbaïdjanais (Azərbaycan dili ou azəri dili en azéri) ou azéri-turc, est une langue appartenant au groupe des langues turciques de la famille des langues altaïques.
Il est parlé dans le Caucase et le Moyen-Orient, principalement en Azerbaïdjan et en Iran. Le nombre total de locuteurs est évalué entre 25 et 35 millions dont un peu plus de 9 millions en Azerbaïdjan et entre 15 et 20 millions en Iran. Selon le recensement de 2009, l'azéri est la langue natale de 91,6 % des habitants de l'Azerbaïdjan.
L'azéri est une langue agglutinante et utilise fréquemment les affixes, en particulier les suffixes. Un mot peut avoir de nombreux affixes et ils peuvent être également utilisés pour créer de nouveaux mots. Les relations entre des mots se créent à l'aide des suffixes ajoutés à la fin des mots. Il est ainsi possible de créer un verbe depuis un nom, ou un nom depuis une base verbale (voir la section Formation des mots). La plupart des affixes indiquent la fonction grammaticale du mot. Il n'y a ni articles ni genres. L'azéri possède six cas : nominatif, génitif, datif, accusatif, locatif, ablatif.
Au cours de son histoire, il a emprunté de nombreux mots au persan (VIe siècle), à l'arabe (VIIe siècle) et au russe (XVIIIe – XXe siècles).
Aujourd'hui en Azerbaïdjan, l'alphabet azéri est fondé sur l'alphabet latin. L'azéri iranien utilise l'alphabet arabe. Quant à l'histoire de l'alphabet azéri, selon l'Institut des manuscrits d'Azerbaïdjan, avec la conquête du califat arabe au VIIe siècle, l'alphabet arabe s'implante en Azerbaïdjan et demeure le principal moyen d'écriture jusqu'en 1929. De 1929 (déjà à partir de 1923 l'alphabet latin s'utilisait parallèlement avec l'alphabet arabe) jusqu'à 1939, l'alphabet latin remplace l'alphabet arabe. À partir de 1939, l'alphabet cyrillique remplace l'alphabet latin en devenant l'alphabet officiel de l'Azerbaïdjan soviétique. Et enfin en 1991, avec l'indépendance de l'Azerbaïdjan, l'alphabet latin devient l'alphabet officiel du pays. Depuis 1991, l'alphabet azéri contient 32 lettres pour 33 sons, dont 23 consonnes et 9 voyelles.

### Religions

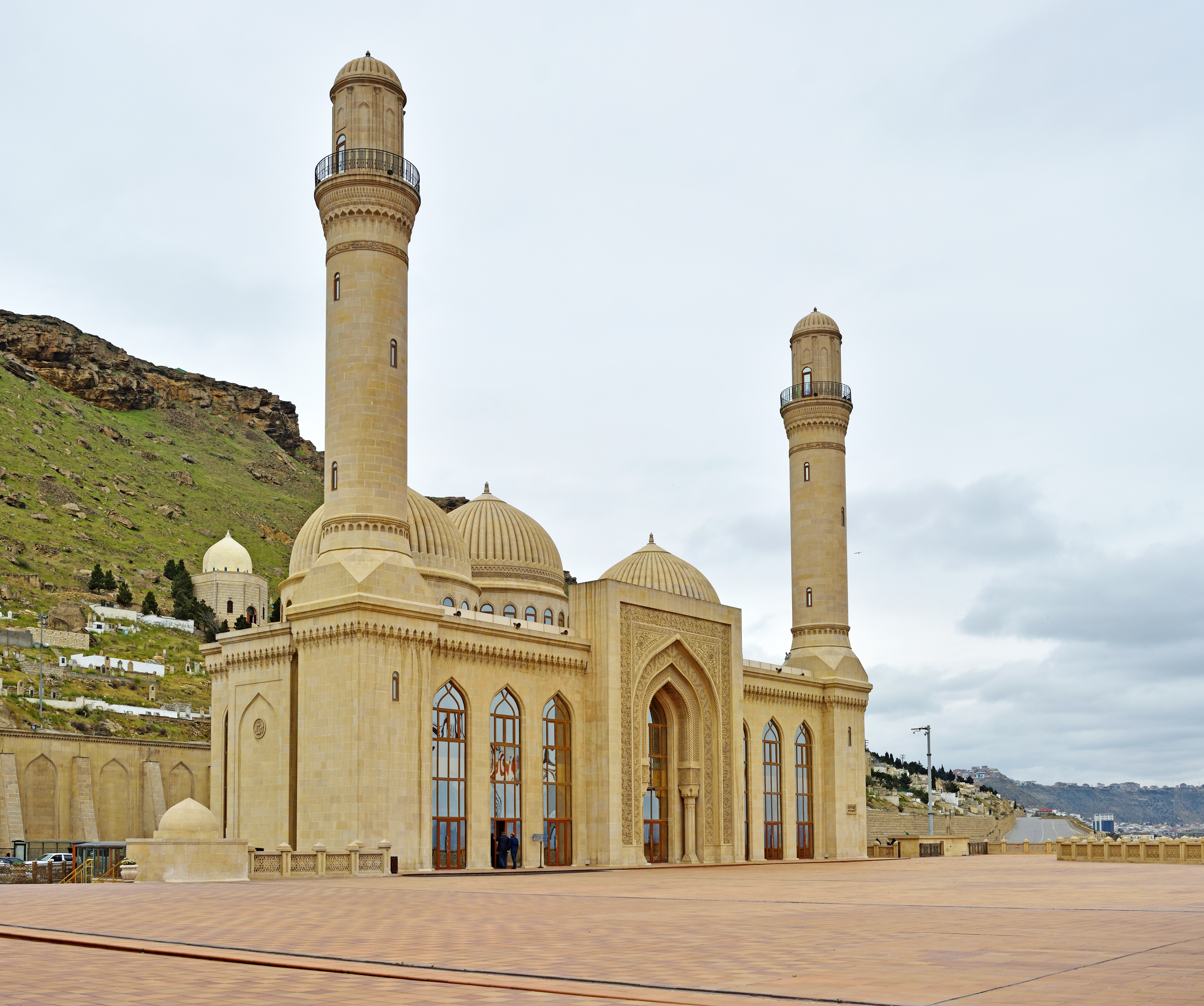
Mosquée Bibi Heybat à Bakou.

La principale religion en Azerbaïdjan est l'islam, implanté dans le pays depuis le VIIe siècle. Pendant le XVIe siècle, la population azérie a été convertie au chiisme duodécimain. 93,4 % de la population est musulmane, dont environ 85 % de chiites et 15 % de sunnites,. 2,5 % des habitants sont russes orthodoxes, 2,3 % apostoliques arméniens situés principalement dans la république autoproclamée du Haut-Karabagh et le 1,8 % restant à d'autres croyances.
L'Azerbaïdjan est un État laïque selon la constitution azerbaïdjanaise : la religion et l'État sont strictement séparés.

## Arts et culture
La culture de l'Azerbaïdjan qui est issue du patrimoine turc, s'est développée au cours des siècles de son histoire mouvementée et a ainsi acquis un caractère unique. Nombre de ses aspects ont également été marqués par le cadre géographique dans lequel elle a évolué. Tout en préservant ses spécificités, la culture de l'Azerbaïdjan a été influencée par les cultures persane et islamique. Dès le XVIIIe siècle, avec l'Empire russe, et l'Union soviétique, l'Azerbaïdjan a été influencé par la culture russe.
L'art azerbaïdjanais désigne les réalisations artistiques du peuple azéri. Compte tenu des vicissitudes de l'histoire azérie, son domaine dépasse largement non seulement celui du territoire de l'actuelle république d'Azerbaïdjan, mais aussi l'Azerbaïdjan iranien et le Sud du Daghestan en Russie qui, avec la république d'Azerbaïdjan constitue la patrie du peuple azéri.
Le parcours précis aux dogmes de l'Islam avec son interdiction à la représentation des êtres vivants a amené au développement de l'art ornemental. Les tapis, les miniatures, les calligraphies, les portails élégamment ornés des bâtiments, les dessins muraux semblables à de la dentelle, les mosaïques des mausolées et les palais sont les œuvres d'art de la culture islamique azéri. Malgré l'interdiction, les peintures et les sculptures d'êtres vivants (les humains, les animaux et les créatures mythologiques) ont participé au raffinement artistique et fleuri.

### Littérature

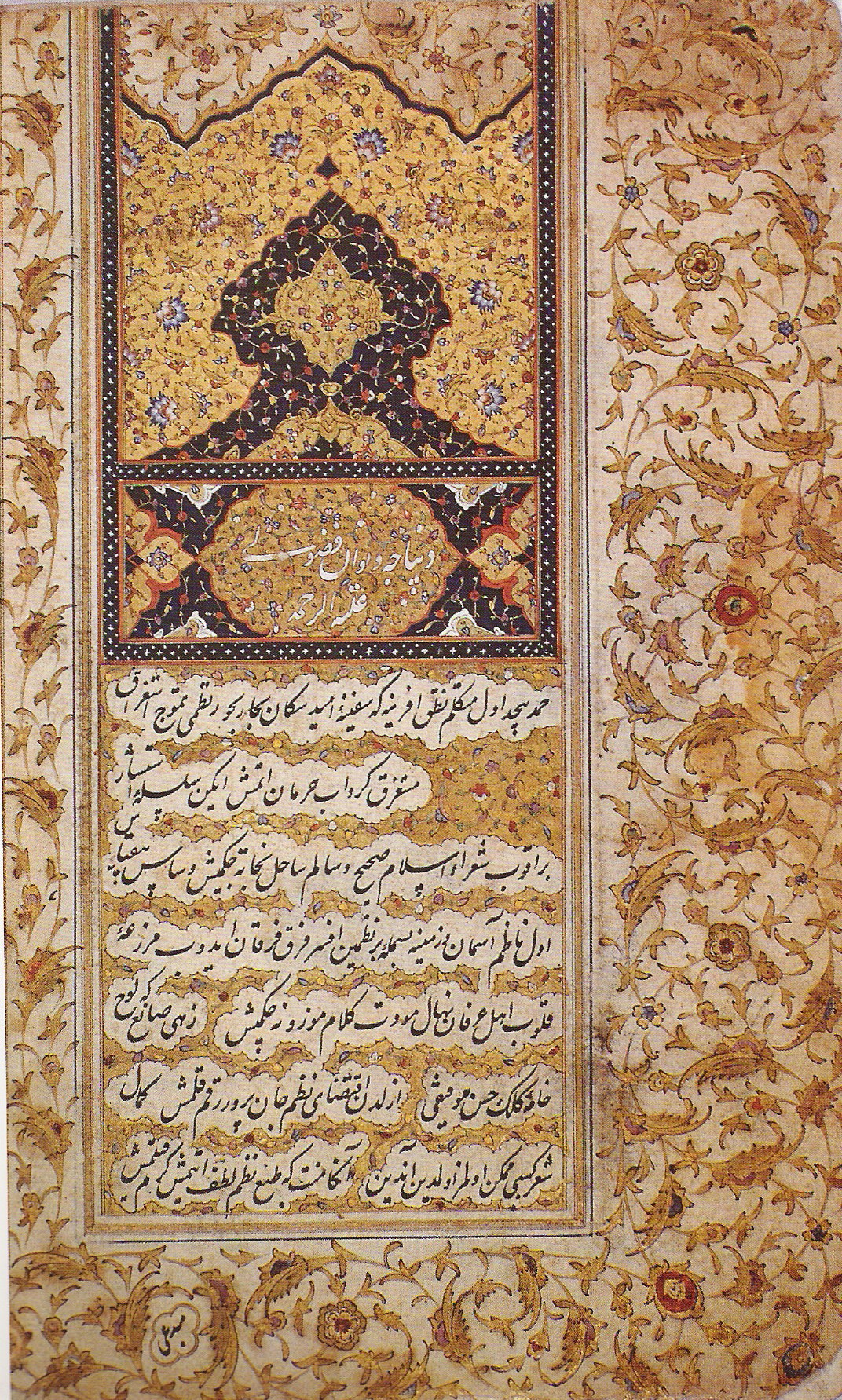
Une page de Dîvân-ı Fuzûlî, un recueil de poème du XVIe siècle du poète ottoman azéri Fuzûlî.

La littérature azerbaïdjanaise est l'ensemble des textes écrits et oraux composés en azéri. La langue azérie, a été fortement influencée par le persan et l'arabe et a utilisé une variante de l'alphabet perso-arabe.
L'histoire de la littérature azérie s'étend sur une période de près de 1 500 ans, à partir de l'alphabet de l'Orkhon datant du VIe siècle et originaire de Mongolie actuelle. À la suite de cette période, entre le VIIIe et le Xe siècle, les peuples nomades turcs de l'Asie centrale ont gardé une tradition orale des épopées, comme le Livre de Dede Korkut, des Oghouzes, (qui sont considérés comme les ancêtres des peuples turcs occidentaux modernes : Azéris, Turcs de Turquie, Turkmènes, Kachkaïs d'Iran, Turcs du Khorassan et Gagaouzes (Gök Oğuz : Oghouzes bleus ou célestes),) et l'Épopée de Manas des Kirghizes. Entre le VIe et le Xe siècle, les peuples turcs (et les Oghouzes, y compris les Azéris, à partir du VIIIe siècle), s'installèrent en Azerbaïdjan.
Avec la conquête de l'Azerbaïdjan par le califat arabe au VIIe siècle, les Azéris ont été convertis à l'islam. L'alphabet arabe a été adopté et en plus des traditions orales, s'est développée une tradition littéraire écrite proche du style arabe et de la littérature persane.
La littérature azérie comprend l'époque classique entre le XIIIe siècle et XVIIIe siècle, et l'époque moderne à partir du XIXe siècle avec le commencement de l'influence européenne. Elle connaît au fil de son histoire plusieurs âges d'or et plusieurs courants littéraires. L'époque classique est considérée comme l'âge d'or de la littérature azérie.
La littérature azérie est notamment renommée pour sa poésie, qui peut être épique, historique, philosophique, amoureuse, et mystique. Les styles poétiques des diwan et ghazal et le genre poétique des bardes, l'achik, sont les principaux genres littéraires florissants.

### Musique

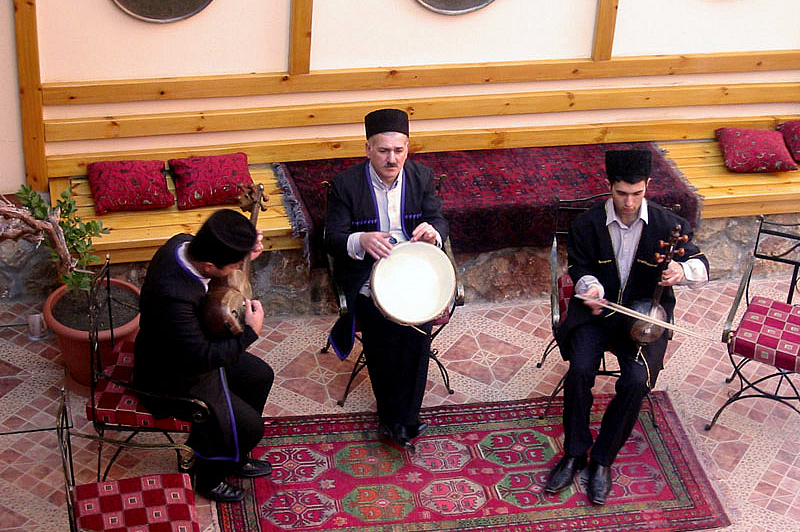
Musiciens azéris.

La musique azérie est pratiquée en Azerbaïdjan, mais aussi dans les contrées voisines qui partagent cette culture, ainsi l'Azerbaïdjan comme région de l'Iran et la région de Kars en Turquie.
Réciproquement, les Azéris ont un patrimoine culturel composé d'éléments turcs, iraniens et caucasiens. Il existe deux formes spécifiques de musique traditionnelle : celle des ashiks ou troubadours, qui remonte peut-être aux influences arménienne, géorgienne, turkmène ou kazakhe, et celle du mugham, la musique savante dérivée du système modal iranien, les dastgâhs, soumis à l'influence turque des maqâms. Si la frontière entre ces deux formes est bien définie, c'est surtout par l'instrumentation, le style de chant, et le contexte.
L'ayant remporté durant l'édition 2011 à Düsseldorf, l'Azerbaïdjan a accueilli les 22, 24 et 26 mai 2012 le Concours Eurovision de la chanson 2012.

### Architecture

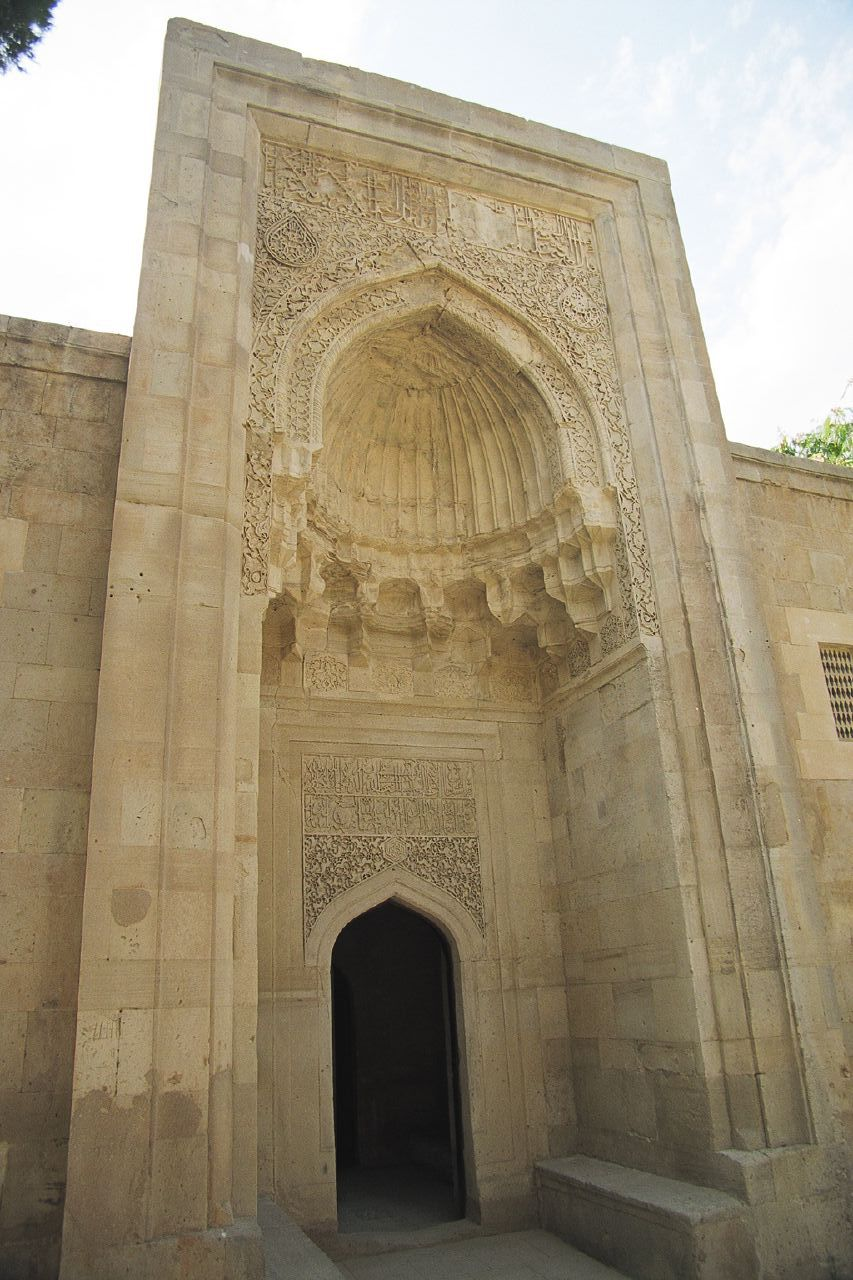
Palais des Chirvanchahs.

L'architecture azérie s'est développée au fil des influences culturelles. L'architecture azérie bénéficie d'un héritage qui a évolué avec le mélange de la culture turcique de l'Azerbaïdjan, avec les éléments culturels islamiques. Elle utilise abondamment la géométrie symbolique, usant de formes pures telles que le cercle et le carré. Les plans sont souvent fondés sur des rendus symétriques, dont les cours rectangulaires et les halls sont caractéristiques. Elle fait intervenir des formes géométriques, répétitives, ainsi que des surfaces richement ornées de céramiques, de stuc sculpté et de briques, formant des motifs décoratifs, calligraphiques, une iconographie florale, et parfois des formes animées.
L'architecture azérie a été marquée par l'influence de diverses écoles, principalement constituées de plusieurs périodes de développement, en particulier entre le XIIe siècle et XVIIIe siècle. Au XVIIIe siècle avec la conquête russe, l'architecture perd peu à peu ses caractéristiques azéris, dans le sens où l'architecture adoptée est plus internationale, notamment éclectique, dans laquelle l'architecture azérie a été fusionnée avec l'architecture occidentale (en particulier l'architecture néo-classique). Au cours de la fin du XIXe siècle et au début du XXe siècle cette fusion des deux styles architecturaux est devenue plus prononcée, et à laquelle l'art nouveau a été ajouté. Au cours de la période soviétique, au début jusqu'en 1960, cette fusion de l'architecture azérie avec l'architecture néoclassique a été poursuivie en tant que politique nationale, également en conformité avec l'architecture stalinienne.
Cependant à partir de 1960 jusqu'à l'indépendance de l'Azerbaïdjan en 1991, une architecture uniforme est devenue la norme dans toute l'Union soviétique, qui a souligné l'utilité plutôt que l'esthétique. L'accent a alors été mis sur la quantité plutôt que sur la qualité. La volte-face de l'architecture nationale vers la construction en béton préfabriqué pour la construction de logements de masse, a commencé dans les années 1950. Avec l'indépendance de l'Azerbaïdjan, l'architecture postmoderniste est en expansion et la fusion de l'architecture azérie avec l'architecture néoclassique est reconstituée avec de nombreux projets.

### Cinéma

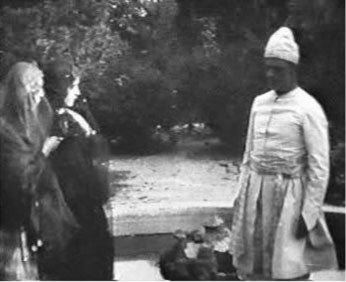
Premier film soviétique d'Azerbaïdjan, « Légende de la Tour Vierge » (1924).

Le cinéma azerbaïdjanais est l'un des premiers cinémas dans le monde et une cinématographie nationale a été créée dès les années 1920. Il a connu une importante crise durant les années 1990 et est, depuis les années 2000, de nouveau prolifique.
Puits de pétrole à Bakou. Vue de près, est le premier documentaire produit en Azerbaïdjan en 1898 et l'un des premiers films dans le monde. Légende de la Tour Vierge est le premier film muet azéri, produit durant la période soviétique, en 1924.
L'un des premiers maîtres du cinéma azerbaïdjanais est le réalisateur de ce film et acteur Abbas Mirza Charifzadé, qui a produit les premiers films azéris dans les années 1920.
Le pays s'enorgueillit d'un Oscar du cinéma obtenu par le scénariste, dramaturge et producteur azéri Rustam Ibragimbekov pour le scénario de Soleil trompeur réalisé par Nikita Mikhalkov (1994).
Créé par Rustam Ibragimbekov, le Festival international du film de Bakou se déroule chaque année en septembre. C'est le plus grand festival de cinéma du Caucase.

### Gastronomie

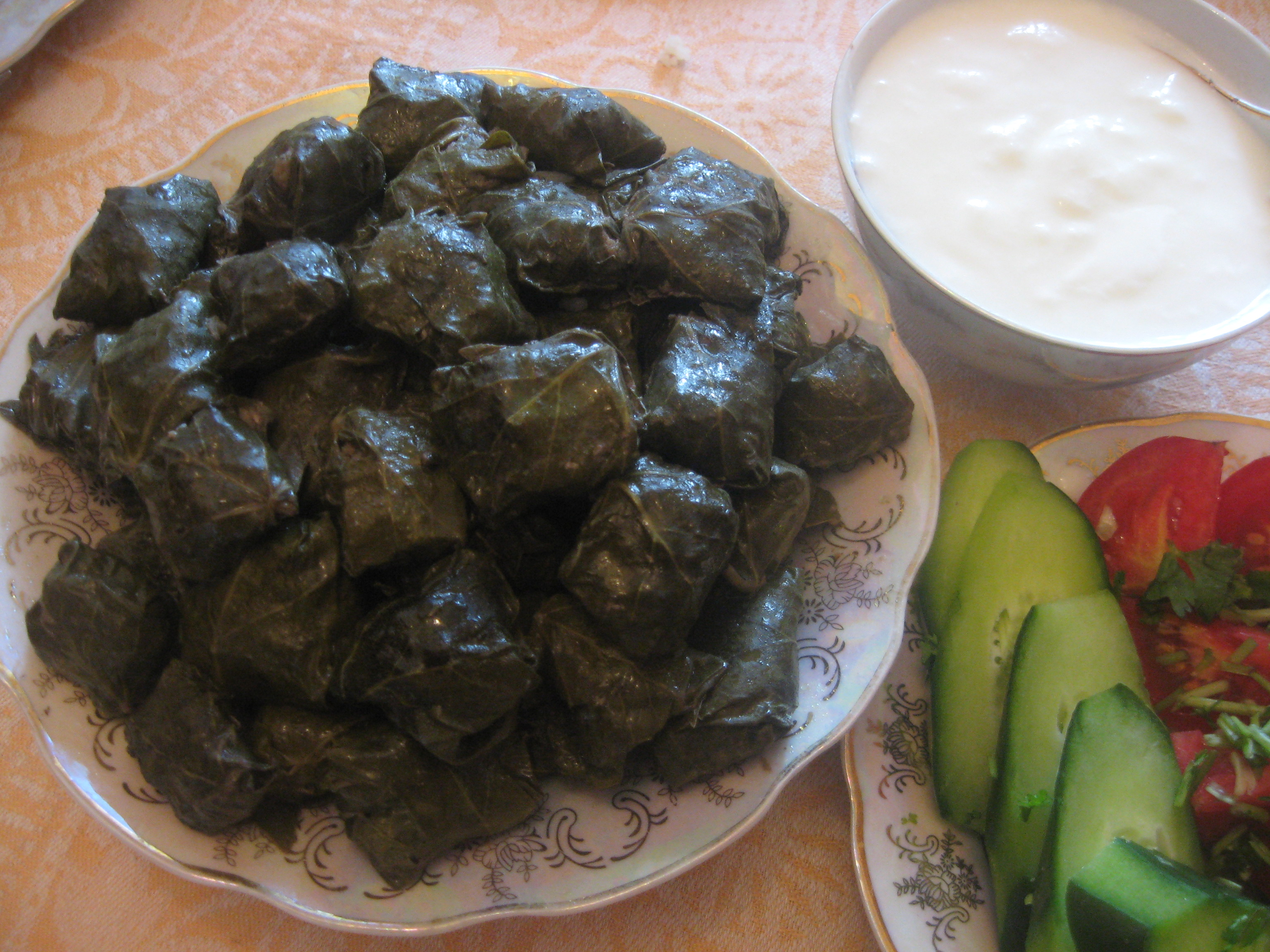
Dolma.

Le climat joue un rôle important dans la formation de la cuisine azerbaïdjanaise : la diversité du climat fait que la cuisine azerbaïdjanaise est très colorée et riche. Les notes des voyageurs étrangers visitant l'Azerbaïdjan montrent que les gens cultivaient le blé, le riz, le sésame, la betterave, la vigne, les pommes, le tabac, le coton, le coing et produisaient de la viande (surtout ovine), du caviar et pratiquaient la pêche.
Les noms des repas nationaux trouvent leurs origines dans la technique de leurs préparations et rappellent les régions d'où ils viennent. Par exemple, le nom du dolma vient de deux mots : doldurmaq signifie « remplir » et dolamaq signifie « rouler ».
Dans la cuisine nationale azerbaïdjanaise, la viande de bovins et de moutons est très utilisée. Les archives prouvent que d'antan les viandes de cheval et de chameau étaient aussi utilisées. Les Azéris préfèrent la viande des animaux de montagne. On utilise aussi la graisse, les abats et les tripes des animaux dans la cuisine azerbaïdjanaise.
Grâce à la variété des fleuves et des rivières, la cuisine azerbaïdjanaise contient beaucoup de plats de poisson. Les goûts des poissons rôtis, farcis et les chachlik (brochettes) de poisson sont très appréciés.
Parmi les produits volaillers, les œufs sont très utilisés dans la cuisine nationale. Les omelettes aux œufs (sebzi kuku), le poulet aux œufs (çığırtma) sont des mets courants très appréciés. Les Azéris aiment utiliser les produits laitiers dans leur cuisine : atlama, dovğa, doğramac, ayranaşı.

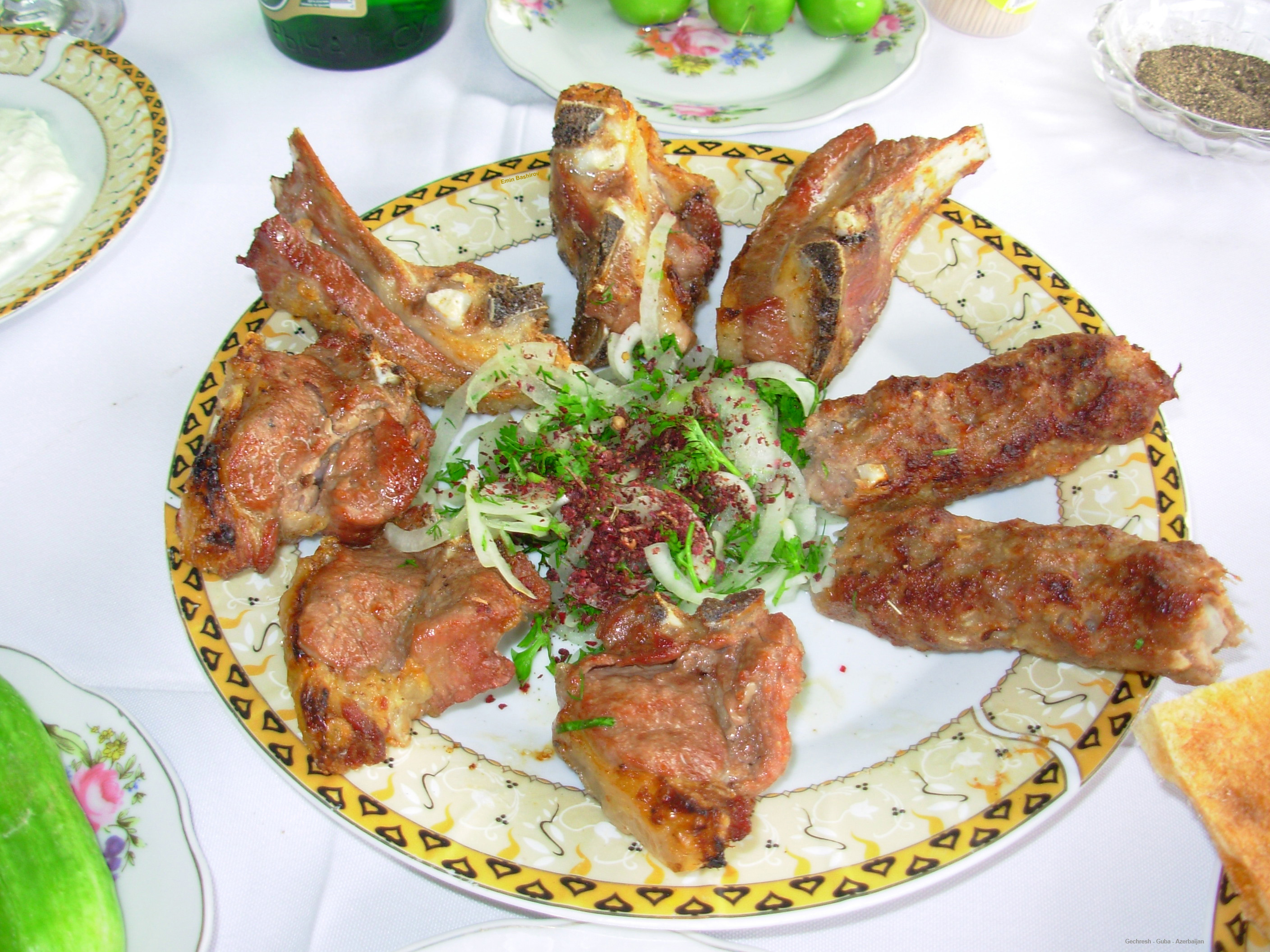
Kebab.

Différentes sortes de pain comme lavach, yukha, sengah, khamrali, tendir coreyi, décorent les tables azerbaïdjanaises.
Les pâtes occupent une place importante dans la cuisine azerbaïdjanaise. Les repas préparés avec de la farine comme duchbéré, gurzé, horra, khechile, khengel, etc., sont plutôt mangés en hiver.
Les pâtisseries sont omniprésentes. Autrefois, les paysans cultivaient les betteraves sucrières, ils produisaient du miel et l'utilisaient dans leur cuisine. Les Azéris sont fiers de leurs baklavas, chekerbouras, halvas, etc. Les différentes confitures sont apparues grâce à la production locale de sucre. La production de sucre raffiné en Azerbaïdjan a commencé au Xe siècle. Les confitures de coings, de cornouilles, de raisins, de figues, de noix et autres fruits sont souvent servies avec du thé. Les sorbets préparés avec des fruits et du sucre sont servis avec des pilafs.
Les vodkas (araq en azéri) faites à base de cornouilles et de mûres sont surtout utilisées comme traitement de certaines maladies. Autrefois, les Azéris préparaient une boisson appelée buzé, apparentée à la bière. Le thé a une place très importante dans la vie quotidienne azerbaïdjanaise.

## Tourisme
Le tourisme en Azerbaïdjan est un secteur en croissance, porté par la diversité géographique du pays, son riche patrimoine culturel et les investissements publics et privés dans les infrastructures. Situé entre l’Europe et l’Asie, l’Azerbaïdjan est parfois surnommé la Terre de feu, en raison de ses sources de gaz naturel qui s’enflamment spontanément à l’air libre, comme à Yanar Dag, et de son héritage zoroastrien, dans lequel le feu est une force sacrée.
Sous l’URSS, l’Azerbaïdjan comptait parmi les destinations de tourisme intérieur les plus prisées pour ses stations thermales, notamment à Naftalan, et pour son littoral sur la mer Caspienne. Le tourisme y était essentiellement curatif ou balnéaire. Après l’indépendance du pays en 1991, le développement du secteur a été freiné par l’instabilité liée au conflit du Haut-Karabakh. Ce n’est qu’à partir des années 2000 que le gouvernement a lancé une stratégie de diversification économique qui incluait le tourisme comme priorité. D’importants efforts ont alors été réalisés pour moderniser les infrastructures, améliorer l’image internationale du pays et attirer les visiteurs. L’organisation de grands événements comme le concours Eurovision de la chanson (2012), les Jeux européens (2015), le Grand Prix de Formule 1 à Bakou (depuis 2016) ou encore l’accueil de matchs de l’Euro 2020 ont contribué à renforcer l’attractivité touristique du pays.
L’Azerbaïdjan dispose d’une grande variété de paysages et de climats. Selon la classification de Köppen, onze des treize climats sur Terre y sont présents, ce qui en fait un territoire exceptionnellement diversifié pour sa superficie. Les montagnes du Caucase, les plateaux semi-désertiques et la mer Caspienne offrent des possibilités de tourisme de nature, d’aventure, de cure et de villégiature. Plusieurs parcs nationaux, comme celui de Gobustan, classé au patrimoine mondial de l’UNESCO pour ses pétroglyphes préhistoriques, accueillent des visiteurs.
La fréquentation touristique a connu une croissance continue jusqu’en 2019, atteignant 2,8 millions de visiteurs cette année-là. En 2011, ce chiffre était d’environ 1,2 million. La pandémie de COVID-19 a provoqué une chute brutale des arrivées, mais les flux ont repris à partir de 2022. Les touristes proviennent principalement des pays voisins (Russie, Géorgie, Iran, Turquie), mais le pays attire aussi de plus en plus de visiteurs européens et asiatiques grâce à des politiques de visa électronique et à la diversification de l’offre.
Malgré cette dynamique, le secteur fait face à plusieurs défis. Les infrastructures de transport restent inégales : si la capitale Bakou dispose d’un réseau moderne d’hôtels, d’aéroports et de routes, les régions rurales sont encore difficilement accessibles. Le réseau ferroviaire, bien que présent, est peu utilisé par les touristes. Le tourisme reste aussi dépendant du contexte géopolitique, notamment en lien avec la situation au Haut-Karabakh.

## Sports

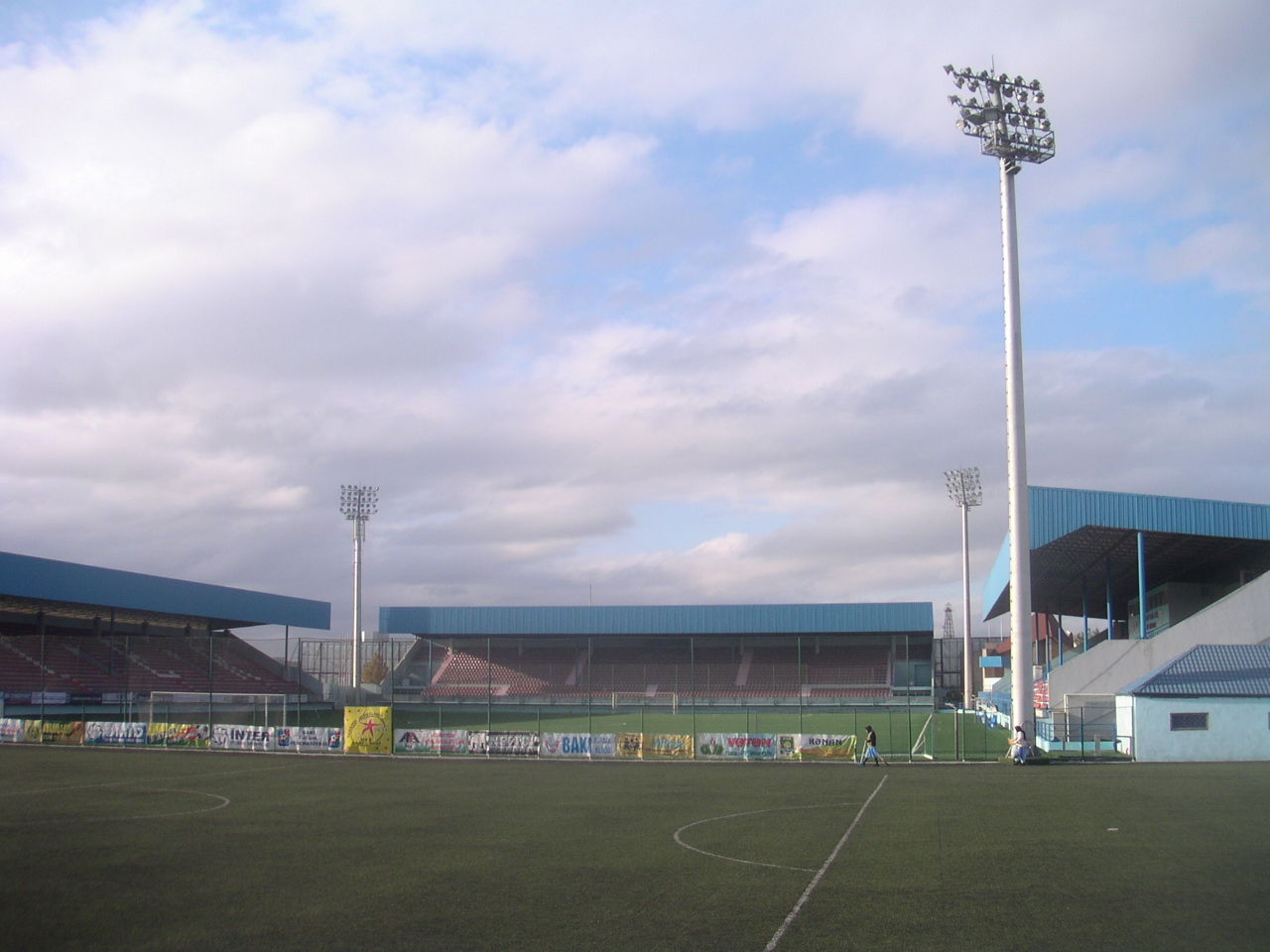
Stade de football de Shafa à Bakou.

Les sports en Azerbaïdjan couvrent un grand nombre de disciplines. Les sports traditionnels en Azerbaïdjan ont des racines anciennes, et même maintenant, les deux sports traditionnels et modernes sont tout aussi populaires. Les textes les plus anciens font référence à des compétitions de chovgan, une discipline équestre proche du polo, et pratiquée dès le Ier millénaire av. J.-C. en Azerbaïdjan, en Asie centrale, en Iran, en Turquie et en Irak. Ce sport était le plus noble de toute une série d'épreuves physiques par lesquelles les hommes devaient prouver leur force.
La lutte, le tir à l'arc, l'escrime, l'équitation, et le javelot faisaient partie des sports traditionnels de l'Azerbaïdjan,. Mais la lutte libre a été traditionnellement considérée comme le sport national de l'Azerbaïdjan. Aujourd'hui, les sports les plus populaires, en tout cas pour les spectateurs, sont le football et les échecs,.
Le pays participe à toutes les compétitions sportives internationales organisées à travers le globe et dispose de sportifs et sportives de haut niveau dans toutes les catégories. Il a mûri depuis son indépendance en 1991 et dispose de multiples champions. Il organise des compétitions internationales de : lutte, de boxe, l'haltérophilie, l'athlétisme, la gymnastique artistique, la gymnastique rythmique, les échecs, l'escrime, l'aviron, le tir, la natation, le judo, le karaté, le taekwondo, le football, le basketball, le tennis, le handball, le volley-ball, le rugby, le ski, etc.
En 2016, la capitale organise pour la première fois un Grand Prix de Formule 1, le Grand Prix automobile d'Europe 2016. À partir de 2017, le Grand Prix est renommé en Grand Prix automobile d'Azerbaïdjan.